# Reguła kwadratu (szachy)
Reguła kwadratu – jedna z technik rozgrywania końcówek szachowych. Dzięki tej technice można szybko obliczyć czy król zdąży zbić pionka, zanim ten dojdzie do pola przemiany. Technika ta umożliwia zarówno wygrać partie jak i w gorszej pozycji zremisować ją. Reguła kwadratu szczególnie się przydaje, gdy mamy mało czasu na zegarze szachowym.
|   | a | b | c | d | e | f | g | h |   |
| 8 | g8 – Czarny król · g6 – Biały król · b5 – Czarny pionek · c5 – Czarne kółko · d5 – Czarne kółko · e5 – Czarne kółko · f5 – Czarne kółko · b4 – Czarne kółko · c4 – Czarne kółko · f4 – Czarne kółko · b3 – Czarne kółko · d3 – Czarne kółko · f3 – Czarne kółko · b2 – Czarne kółko · e2 – Czarne kółko · f2 – Czarne kółko · b1 – Czarne kółko · c1 – Czarne kółko · d1 – Czarne kółko · e1 – Czarne kółko · f1 – Czarne kółko | g8 – Czarny król · g6 – Biały król · b5 – Czarny pionek · c5 – Czarne kółko · d5 – Czarne kółko · e5 – Czarne kółko · f5 – Czarne kółko · b4 – Czarne kółko · c4 – Czarne kółko · f4 – Czarne kółko · b3 – Czarne kółko · d3 – Czarne kółko · f3 – Czarne kółko · b2 – Czarne kółko · e2 – Czarne kółko · f2 – Czarne kółko · b1 – Czarne kółko · c1 – Czarne kółko · d1 – Czarne kółko · e1 – Czarne kółko · f1 – Czarne kółko | g8 – Czarny król · g6 – Biały król · b5 – Czarny pionek · c5 – Czarne kółko · d5 – Czarne kółko · e5 – Czarne kółko · f5 – Czarne kółko · b4 – Czarne kółko · c4 – Czarne kółko · f4 – Czarne kółko · b3 – Czarne kółko · d3 – Czarne kółko · f3 – Czarne kółko · b2 – Czarne kółko · e2 – Czarne kółko · f2 – Czarne kółko · b1 – Czarne kółko · c1 – Czarne kółko · d1 – Czarne kółko · e1 – Czarne kółko · f1 – Czarne kółko | g8 – Czarny król · g6 – Biały król · b5 – Czarny pionek · c5 – Czarne kółko · d5 – Czarne kółko · e5 – Czarne kółko · f5 – Czarne kółko · b4 – Czarne kółko · c4 – Czarne kółko · f4 – Czarne kółko · b3 – Czarne kółko · d3 – Czarne kółko · f3 – Czarne kółko · b2 – Czarne kółko · e2 – Czarne kółko · f2 – Czarne kółko · b1 – Czarne kółko · c1 – Czarne kółko · d1 – Czarne kółko · e1 – Czarne kółko · f1 – Czarne kółko | g8 – Czarny król · g6 – Biały król · b5 – Czarny pionek · c5 – Czarne kółko · d5 – Czarne kółko · e5 – Czarne kółko · f5 – Czarne kółko · b4 – Czarne kółko · c4 – Czarne kółko · f4 – Czarne kółko · b3 – Czarne kółko · d3 – Czarne kółko · f3 – Czarne kółko · b2 – Czarne kółko · e2 – Czarne kółko · f2 – Czarne kółko · b1 – Czarne kółko · c1 – Czarne kółko · d1 – Czarne kółko · e1 – Czarne kółko · f1 – Czarne kółko | g8 – Czarny król · g6 – Biały król · b5 – Czarny pionek · c5 – Czarne kółko · d5 – Czarne kółko · e5 – Czarne kółko · f5 – Czarne kółko · b4 – Czarne kółko · c4 – Czarne kółko · f4 – Czarne kółko · b3 – Czarne kółko · d3 – Czarne kółko · f3 – Czarne kółko · b2 – Czarne kółko · e2 – Czarne kółko · f2 – Czarne kółko · b1 – Czarne kółko · c1 – Czarne kółko · d1 – Czarne kółko · e1 – Czarne kółko · f1 – Czarne kółko | g8 – Czarny król · g6 – Biały król · b5 – Czarny pionek · c5 – Czarne kółko · d5 – Czarne kółko · e5 – Czarne kółko · f5 – Czarne kółko · b4 – Czarne kółko · c4 – Czarne kółko · f4 – Czarne kółko · b3 – Czarne kółko · d3 – Czarne kółko · f3 – Czarne kółko · b2 – Czarne kółko · e2 – Czarne kółko · f2 – Czarne kółko · b1 – Czarne kółko · c1 – Czarne kółko · d1 – Czarne kółko · e1 – Czarne kółko · f1 – Czarne kółko | g8 – Czarny król · g6 – Biały król · b5 – Czarny pionek · c5 – Czarne kółko · d5 – Czarne kółko · e5 – Czarne kółko · f5 – Czarne kółko · b4 – Czarne kółko · c4 – Czarne kółko · f4 – Czarne kółko · b3 – Czarne kółko · d3 – Czarne kółko · f3 – Czarne kółko · b2 – Czarne kółko · e2 – Czarne kółko · f2 – Czarne kółko · b1 – Czarne kółko · c1 – Czarne kółko · d1 – Czarne kółko · e1 – Czarne kółko · f1 – Czarne kółko | 8 |
| 7 | g8 – Czarny król · g6 – Biały król · b5 – Czarny pionek · c5 – Czarne kółko · d5 – Czarne kółko · e5 – Czarne kółko · f5 – Czarne kółko · b4 – Czarne kółko · c4 – Czarne kółko · f4 – Czarne kółko · b3 – Czarne kółko · d3 – Czarne kółko · f3 – Czarne kółko · b2 – Czarne kółko · e2 – Czarne kółko · f2 – Czarne kółko · b1 – Czarne kółko · c1 – Czarne kółko · d1 – Czarne kółko · e1 – Czarne kółko · f1 – Czarne kółko | g8 – Czarny król · g6 – Biały król · b5 – Czarny pionek · c5 – Czarne kółko · d5 – Czarne kółko · e5 – Czarne kółko · f5 – Czarne kółko · b4 – Czarne kółko · c4 – Czarne kółko · f4 – Czarne kółko · b3 – Czarne kółko · d3 – Czarne kółko · f3 – Czarne kółko · b2 – Czarne kółko · e2 – Czarne kółko · f2 – Czarne kółko · b1 – Czarne kółko · c1 – Czarne kółko · d1 – Czarne kółko · e1 – Czarne kółko · f1 – Czarne kółko | g8 – Czarny król · g6 – Biały król · b5 – Czarny pionek · c5 – Czarne kółko · d5 – Czarne kółko · e5 – Czarne kółko · f5 – Czarne kółko · b4 – Czarne kółko · c4 – Czarne kółko · f4 – Czarne kółko · b3 – Czarne kółko · d3 – Czarne kółko · f3 – Czarne kółko · b2 – Czarne kółko · e2 – Czarne kółko · f2 – Czarne kółko · b1 – Czarne kółko · c1 – Czarne kółko · d1 – Czarne kółko · e1 – Czarne kółko · f1 – Czarne kółko | g8 – Czarny król · g6 – Biały król · b5 – Czarny pionek · c5 – Czarne kółko · d5 – Czarne kółko · e5 – Czarne kółko · f5 – Czarne kółko · b4 – Czarne kółko · c4 – Czarne kółko · f4 – Czarne kółko · b3 – Czarne kółko · d3 – Czarne kółko · f3 – Czarne kółko · b2 – Czarne kółko · e2 – Czarne kółko · f2 – Czarne kółko · b1 – Czarne kółko · c1 – Czarne kółko · d1 – Czarne kółko · e1 – Czarne kółko · f1 – Czarne kółko | g8 – Czarny król · g6 – Biały król · b5 – Czarny pionek · c5 – Czarne kółko · d5 – Czarne kółko · e5 – Czarne kółko · f5 – Czarne kółko · b4 – Czarne kółko · c4 – Czarne kółko · f4 – Czarne kółko · b3 – Czarne kółko · d3 – Czarne kółko · f3 – Czarne kółko · b2 – Czarne kółko · e2 – Czarne kółko · f2 – Czarne kółko · b1 – Czarne kółko · c1 – Czarne kółko · d1 – Czarne kółko · e1 – Czarne kółko · f1 – Czarne kółko | g8 – Czarny król · g6 – Biały król · b5 – Czarny pionek · c5 – Czarne kółko · d5 – Czarne kółko · e5 – Czarne kółko · f5 – Czarne kółko · b4 – Czarne kółko · c4 – Czarne kółko · f4 – Czarne kółko · b3 – Czarne kółko · d3 – Czarne kółko · f3 – Czarne kółko · b2 – Czarne kółko · e2 – Czarne kółko · f2 – Czarne kółko · b1 – Czarne kółko · c1 – Czarne kółko · d1 – Czarne kółko · e1 – Czarne kółko · f1 – Czarne kółko | g8 – Czarny król · g6 – Biały król · b5 – Czarny pionek · c5 – Czarne kółko · d5 – Czarne kółko · e5 – Czarne kółko · f5 – Czarne kółko · b4 – Czarne kółko · c4 – Czarne kółko · f4 – Czarne kółko · b3 – Czarne kółko · d3 – Czarne kółko · f3 – Czarne kółko · b2 – Czarne kółko · e2 – Czarne kółko · f2 – Czarne kółko · b1 – Czarne kółko · c1 – Czarne kółko · d1 – Czarne kółko · e1 – Czarne kółko · f1 – Czarne kółko | g8 – Czarny król · g6 – Biały król · b5 – Czarny pionek · c5 – Czarne kółko · d5 – Czarne kółko · e5 – Czarne kółko · f5 – Czarne kółko · b4 – Czarne kółko · c4 – Czarne kółko · f4 – Czarne kółko · b3 – Czarne kółko · d3 – Czarne kółko · f3 – Czarne kółko · b2 – Czarne kółko · e2 – Czarne kółko · f2 – Czarne kółko · b1 – Czarne kółko · c1 – Czarne kółko · d1 – Czarne kółko · e1 – Czarne kółko · f1 – Czarne kółko | 7 |
| 6 | g8 – Czarny król · g6 – Biały król · b5 – Czarny pionek · c5 – Czarne kółko · d5 – Czarne kółko · e5 – Czarne kółko · f5 – Czarne kółko · b4 – Czarne kółko · c4 – Czarne kółko · f4 – Czarne kółko · b3 – Czarne kółko · d3 – Czarne kółko · f3 – Czarne kółko · b2 – Czarne kółko · e2 – Czarne kółko · f2 – Czarne kółko · b1 – Czarne kółko · c1 – Czarne kółko · d1 – Czarne kółko · e1 – Czarne kółko · f1 – Czarne kółko | g8 – Czarny król · g6 – Biały król · b5 – Czarny pionek · c5 – Czarne kółko · d5 – Czarne kółko · e5 – Czarne kółko · f5 – Czarne kółko · b4 – Czarne kółko · c4 – Czarne kółko · f4 – Czarne kółko · b3 – Czarne kółko · d3 – Czarne kółko · f3 – Czarne kółko · b2 – Czarne kółko · e2 – Czarne kółko · f2 – Czarne kółko · b1 – Czarne kółko · c1 – Czarne kółko · d1 – Czarne kółko · e1 – Czarne kółko · f1 – Czarne kółko | g8 – Czarny król · g6 – Biały król · b5 – Czarny pionek · c5 – Czarne kółko · d5 – Czarne kółko · e5 – Czarne kółko · f5 – Czarne kółko · b4 – Czarne kółko · c4 – Czarne kółko · f4 – Czarne kółko · b3 – Czarne kółko · d3 – Czarne kółko · f3 – Czarne kółko · b2 – Czarne kółko · e2 – Czarne kółko · f2 – Czarne kółko · b1 – Czarne kółko · c1 – Czarne kółko · d1 – Czarne kółko · e1 – Czarne kółko · f1 – Czarne kółko | g8 – Czarny król · g6 – Biały król · b5 – Czarny pionek · c5 – Czarne kółko · d5 – Czarne kółko · e5 – Czarne kółko · f5 – Czarne kółko · b4 – Czarne kółko · c4 – Czarne kółko · f4 – Czarne kółko · b3 – Czarne kółko · d3 – Czarne kółko · f3 – Czarne kółko · b2 – Czarne kółko · e2 – Czarne kółko · f2 – Czarne kółko · b1 – Czarne kółko · c1 – Czarne kółko · d1 – Czarne kółko · e1 – Czarne kółko · f1 – Czarne kółko | g8 – Czarny król · g6 – Biały król · b5 – Czarny pionek · c5 – Czarne kółko · d5 – Czarne kółko · e5 – Czarne kółko · f5 – Czarne kółko · b4 – Czarne kółko · c4 – Czarne kółko · f4 – Czarne kółko · b3 – Czarne kółko · d3 – Czarne kółko · f3 – Czarne kółko · b2 – Czarne kółko · e2 – Czarne kółko · f2 – Czarne kółko · b1 – Czarne kółko · c1 – Czarne kółko · d1 – Czarne kółko · e1 – Czarne kółko · f1 – Czarne kółko | g8 – Czarny król · g6 – Biały król · b5 – Czarny pionek · c5 – Czarne kółko · d5 – Czarne kółko · e5 – Czarne kółko · f5 – Czarne kółko · b4 – Czarne kółko · c4 – Czarne kółko · f4 – Czarne kółko · b3 – Czarne kółko · d3 – Czarne kółko · f3 – Czarne kółko · b2 – Czarne kółko · e2 – Czarne kółko · f2 – Czarne kółko · b1 – Czarne kółko · c1 – Czarne kółko · d1 – Czarne kółko · e1 – Czarne kółko · f1 – Czarne kółko | g8 – Czarny król · g6 – Biały król · b5 – Czarny pionek · c5 – Czarne kółko · d5 – Czarne kółko · e5 – Czarne kółko · f5 – Czarne kółko · b4 – Czarne kółko · c4 – Czarne kółko · f4 – Czarne kółko · b3 – Czarne kółko · d3 – Czarne kółko · f3 – Czarne kółko · b2 – Czarne kółko · e2 – Czarne kółko · f2 – Czarne kółko · b1 – Czarne kółko · c1 – Czarne kółko · d1 – Czarne kółko · e1 – Czarne kółko · f1 – Czarne kółko | g8 – Czarny król · g6 – Biały król · b5 – Czarny pionek · c5 – Czarne kółko · d5 – Czarne kółko · e5 – Czarne kółko · f5 – Czarne kółko · b4 – Czarne kółko · c4 – Czarne kółko · f4 – Czarne kółko · b3 – Czarne kółko · d3 – Czarne kółko · f3 – Czarne kółko · b2 – Czarne kółko · e2 – Czarne kółko · f2 – Czarne kółko · b1 – Czarne kółko · c1 – Czarne kółko · d1 – Czarne kółko · e1 – Czarne kółko · f1 – Czarne kółko | 6 |
| 5 | g8 – Czarny król · g6 – Biały król · b5 – Czarny pionek · c5 – Czarne kółko · d5 – Czarne kółko · e5 – Czarne kółko · f5 – Czarne kółko · b4 – Czarne kółko · c4 – Czarne kółko · f4 – Czarne kółko · b3 – Czarne kółko · d3 – Czarne kółko · f3 – Czarne kółko · b2 – Czarne kółko · e2 – Czarne kółko · f2 – Czarne kółko · b1 – Czarne kółko · c1 – Czarne kółko · d1 – Czarne kółko · e1 – Czarne kółko · f1 – Czarne kółko | g8 – Czarny król · g6 – Biały król · b5 – Czarny pionek · c5 – Czarne kółko · d5 – Czarne kółko · e5 – Czarne kółko · f5 – Czarne kółko · b4 – Czarne kółko · c4 – Czarne kółko · f4 – Czarne kółko · b3 – Czarne kółko · d3 – Czarne kółko · f3 – Czarne kółko · b2 – Czarne kółko · e2 – Czarne kółko · f2 – Czarne kółko · b1 – Czarne kółko · c1 – Czarne kółko · d1 – Czarne kółko · e1 – Czarne kółko · f1 – Czarne kółko | g8 – Czarny król · g6 – Biały król · b5 – Czarny pionek · c5 – Czarne kółko · d5 – Czarne kółko · e5 – Czarne kółko · f5 – Czarne kółko · b4 – Czarne kółko · c4 – Czarne kółko · f4 – Czarne kółko · b3 – Czarne kółko · d3 – Czarne kółko · f3 – Czarne kółko · b2 – Czarne kółko · e2 – Czarne kółko · f2 – Czarne kółko · b1 – Czarne kółko · c1 – Czarne kółko · d1 – Czarne kółko · e1 – Czarne kółko · f1 – Czarne kółko | g8 – Czarny król · g6 – Biały król · b5 – Czarny pionek · c5 – Czarne kółko · d5 – Czarne kółko · e5 – Czarne kółko · f5 – Czarne kółko · b4 – Czarne kółko · c4 – Czarne kółko · f4 – Czarne kółko · b3 – Czarne kółko · d3 – Czarne kółko · f3 – Czarne kółko · b2 – Czarne kółko · e2 – Czarne kółko · f2 – Czarne kółko · b1 – Czarne kółko · c1 – Czarne kółko · d1 – Czarne kółko · e1 – Czarne kółko · f1 – Czarne kółko | g8 – Czarny król · g6 – Biały król · b5 – Czarny pionek · c5 – Czarne kółko · d5 – Czarne kółko · e5 – Czarne kółko · f5 – Czarne kółko · b4 – Czarne kółko · c4 – Czarne kółko · f4 – Czarne kółko · b3 – Czarne kółko · d3 – Czarne kółko · f3 – Czarne kółko · b2 – Czarne kółko · e2 – Czarne kółko · f2 – Czarne kółko · b1 – Czarne kółko · c1 – Czarne kółko · d1 – Czarne kółko · e1 – Czarne kółko · f1 – Czarne kółko | g8 – Czarny król · g6 – Biały król · b5 – Czarny pionek · c5 – Czarne kółko · d5 – Czarne kółko · e5 – Czarne kółko · f5 – Czarne kółko · b4 – Czarne kółko · c4 – Czarne kółko · f4 – Czarne kółko · b3 – Czarne kółko · d3 – Czarne kółko · f3 – Czarne kółko · b2 – Czarne kółko · e2 – Czarne kółko · f2 – Czarne kółko · b1 – Czarne kółko · c1 – Czarne kółko · d1 – Czarne kółko · e1 – Czarne kółko · f1 – Czarne kółko | g8 – Czarny król · g6 – Biały król · b5 – Czarny pionek · c5 – Czarne kółko · d5 – Czarne kółko · e5 – Czarne kółko · f5 – Czarne kółko · b4 – Czarne kółko · c4 – Czarne kółko · f4 – Czarne kółko · b3 – Czarne kółko · d3 – Czarne kółko · f3 – Czarne kółko · b2 – Czarne kółko · e2 – Czarne kółko · f2 – Czarne kółko · b1 – Czarne kółko · c1 – Czarne kółko · d1 – Czarne kółko · e1 – Czarne kółko · f1 – Czarne kółko | g8 – Czarny król · g6 – Biały król · b5 – Czarny pionek · c5 – Czarne kółko · d5 – Czarne kółko · e5 – Czarne kółko · f5 – Czarne kółko · b4 – Czarne kółko · c4 – Czarne kółko · f4 – Czarne kółko · b3 – Czarne kółko · d3 – Czarne kółko · f3 – Czarne kółko · b2 – Czarne kółko · e2 – Czarne kółko · f2 – Czarne kółko · b1 – Czarne kółko · c1 – Czarne kółko · d1 – Czarne kółko · e1 – Czarne kółko · f1 – Czarne kółko | 5 |
| 4 | g8 – Czarny król · g6 – Biały król · b5 – Czarny pionek · c5 – Czarne kółko · d5 – Czarne kółko · e5 – Czarne kółko · f5 – Czarne kółko · b4 – Czarne kółko · c4 – Czarne kółko · f4 – Czarne kółko · b3 – Czarne kółko · d3 – Czarne kółko · f3 – Czarne kółko · b2 – Czarne kółko · e2 – Czarne kółko · f2 – Czarne kółko · b1 – Czarne kółko · c1 – Czarne kółko · d1 – Czarne kółko · e1 – Czarne kółko · f1 – Czarne kółko | g8 – Czarny król · g6 – Biały król · b5 – Czarny pionek · c5 – Czarne kółko · d5 – Czarne kółko · e5 – Czarne kółko · f5 – Czarne kółko · b4 – Czarne kółko · c4 – Czarne kółko · f4 – Czarne kółko · b3 – Czarne kółko · d3 – Czarne kółko · f3 – Czarne kółko · b2 – Czarne kółko · e2 – Czarne kółko · f2 – Czarne kółko · b1 – Czarne kółko · c1 – Czarne kółko · d1 – Czarne kółko · e1 – Czarne kółko · f1 – Czarne kółko | g8 – Czarny król · g6 – Biały król · b5 – Czarny pionek · c5 – Czarne kółko · d5 – Czarne kółko · e5 – Czarne kółko · f5 – Czarne kółko · b4 – Czarne kółko · c4 – Czarne kółko · f4 – Czarne kółko · b3 – Czarne kółko · d3 – Czarne kółko · f3 – Czarne kółko · b2 – Czarne kółko · e2 – Czarne kółko · f2 – Czarne kółko · b1 – Czarne kółko · c1 – Czarne kółko · d1 – Czarne kółko · e1 – Czarne kółko · f1 – Czarne kółko | g8 – Czarny król · g6 – Biały król · b5 – Czarny pionek · c5 – Czarne kółko · d5 – Czarne kółko · e5 – Czarne kółko · f5 – Czarne kółko · b4 – Czarne kółko · c4 – Czarne kółko · f4 – Czarne kółko · b3 – Czarne kółko · d3 – Czarne kółko · f3 – Czarne kółko · b2 – Czarne kółko · e2 – Czarne kółko · f2 – Czarne kółko · b1 – Czarne kółko · c1 – Czarne kółko · d1 – Czarne kółko · e1 – Czarne kółko · f1 – Czarne kółko | g8 – Czarny król · g6 – Biały król · b5 – Czarny pionek · c5 – Czarne kółko · d5 – Czarne kółko · e5 – Czarne kółko · f5 – Czarne kółko · b4 – Czarne kółko · c4 – Czarne kółko · f4 – Czarne kółko · b3 – Czarne kółko · d3 – Czarne kółko · f3 – Czarne kółko · b2 – Czarne kółko · e2 – Czarne kółko · f2 – Czarne kółko · b1 – Czarne kółko · c1 – Czarne kółko · d1 – Czarne kółko · e1 – Czarne kółko · f1 – Czarne kółko | g8 – Czarny król · g6 – Biały król · b5 – Czarny pionek · c5 – Czarne kółko · d5 – Czarne kółko · e5 – Czarne kółko · f5 – Czarne kółko · b4 – Czarne kółko · c4 – Czarne kółko · f4 – Czarne kółko · b3 – Czarne kółko · d3 – Czarne kółko · f3 – Czarne kółko · b2 – Czarne kółko · e2 – Czarne kółko · f2 – Czarne kółko · b1 – Czarne kółko · c1 – Czarne kółko · d1 – Czarne kółko · e1 – Czarne kółko · f1 – Czarne kółko | g8 – Czarny król · g6 – Biały król · b5 – Czarny pionek · c5 – Czarne kółko · d5 – Czarne kółko · e5 – Czarne kółko · f5 – Czarne kółko · b4 – Czarne kółko · c4 – Czarne kółko · f4 – Czarne kółko · b3 – Czarne kółko · d3 – Czarne kółko · f3 – Czarne kółko · b2 – Czarne kółko · e2 – Czarne kółko · f2 – Czarne kółko · b1 – Czarne kółko · c1 – Czarne kółko · d1 – Czarne kółko · e1 – Czarne kółko · f1 – Czarne kółko | g8 – Czarny król · g6 – Biały król · b5 – Czarny pionek · c5 – Czarne kółko · d5 – Czarne kółko · e5 – Czarne kółko · f5 – Czarne kółko · b4 – Czarne kółko · c4 – Czarne kółko · f4 – Czarne kółko · b3 – Czarne kółko · d3 – Czarne kółko · f3 – Czarne kółko · b2 – Czarne kółko · e2 – Czarne kółko · f2 – Czarne kółko · b1 – Czarne kółko · c1 – Czarne kółko · d1 – Czarne kółko · e1 – Czarne kółko · f1 – Czarne kółko | 4 |
| 3 | g8 – Czarny król · g6 – Biały król · b5 – Czarny pionek · c5 – Czarne kółko · d5 – Czarne kółko · e5 – Czarne kółko · f5 – Czarne kółko · b4 – Czarne kółko · c4 – Czarne kółko · f4 – Czarne kółko · b3 – Czarne kółko · d3 – Czarne kółko · f3 – Czarne kółko · b2 – Czarne kółko · e2 – Czarne kółko · f2 – Czarne kółko · b1 – Czarne kółko · c1 – Czarne kółko · d1 – Czarne kółko · e1 – Czarne kółko · f1 – Czarne kółko | g8 – Czarny król · g6 – Biały król · b5 – Czarny pionek · c5 – Czarne kółko · d5 – Czarne kółko · e5 – Czarne kółko · f5 – Czarne kółko · b4 – Czarne kółko · c4 – Czarne kółko · f4 – Czarne kółko · b3 – Czarne kółko · d3 – Czarne kółko · f3 – Czarne kółko · b2 – Czarne kółko · e2 – Czarne kółko · f2 – Czarne kółko · b1 – Czarne kółko · c1 – Czarne kółko · d1 – Czarne kółko · e1 – Czarne kółko · f1 – Czarne kółko | g8 – Czarny król · g6 – Biały król · b5 – Czarny pionek · c5 – Czarne kółko · d5 – Czarne kółko · e5 – Czarne kółko · f5 – Czarne kółko · b4 – Czarne kółko · c4 – Czarne kółko · f4 – Czarne kółko · b3 – Czarne kółko · d3 – Czarne kółko · f3 – Czarne kółko · b2 – Czarne kółko · e2 – Czarne kółko · f2 – Czarne kółko · b1 – Czarne kółko · c1 – Czarne kółko · d1 – Czarne kółko · e1 – Czarne kółko · f1 – Czarne kółko | g8 – Czarny król · g6 – Biały król · b5 – Czarny pionek · c5 – Czarne kółko · d5 – Czarne kółko · e5 – Czarne kółko · f5 – Czarne kółko · b4 – Czarne kółko · c4 – Czarne kółko · f4 – Czarne kółko · b3 – Czarne kółko · d3 – Czarne kółko · f3 – Czarne kółko · b2 – Czarne kółko · e2 – Czarne kółko · f2 – Czarne kółko · b1 – Czarne kółko · c1 – Czarne kółko · d1 – Czarne kółko · e1 – Czarne kółko · f1 – Czarne kółko | g8 – Czarny król · g6 – Biały król · b5 – Czarny pionek · c5 – Czarne kółko · d5 – Czarne kółko · e5 – Czarne kółko · f5 – Czarne kółko · b4 – Czarne kółko · c4 – Czarne kółko · f4 – Czarne kółko · b3 – Czarne kółko · d3 – Czarne kółko · f3 – Czarne kółko · b2 – Czarne kółko · e2 – Czarne kółko · f2 – Czarne kółko · b1 – Czarne kółko · c1 – Czarne kółko · d1 – Czarne kółko · e1 – Czarne kółko · f1 – Czarne kółko | g8 – Czarny król · g6 – Biały król · b5 – Czarny pionek · c5 – Czarne kółko · d5 – Czarne kółko · e5 – Czarne kółko · f5 – Czarne kółko · b4 – Czarne kółko · c4 – Czarne kółko · f4 – Czarne kółko · b3 – Czarne kółko · d3 – Czarne kółko · f3 – Czarne kółko · b2 – Czarne kółko · e2 – Czarne kółko · f2 – Czarne kółko · b1 – Czarne kółko · c1 – Czarne kółko · d1 – Czarne kółko · e1 – Czarne kółko · f1 – Czarne kółko | g8 – Czarny król · g6 – Biały król · b5 – Czarny pionek · c5 – Czarne kółko · d5 – Czarne kółko · e5 – Czarne kółko · f5 – Czarne kółko · b4 – Czarne kółko · c4 – Czarne kółko · f4 – Czarne kółko · b3 – Czarne kółko · d3 – Czarne kółko · f3 – Czarne kółko · b2 – Czarne kółko · e2 – Czarne kółko · f2 – Czarne kółko · b1 – Czarne kółko · c1 – Czarne kółko · d1 – Czarne kółko · e1 – Czarne kółko · f1 – Czarne kółko | g8 – Czarny król · g6 – Biały król · b5 – Czarny pionek · c5 – Czarne kółko · d5 – Czarne kółko · e5 – Czarne kółko · f5 – Czarne kółko · b4 – Czarne kółko · c4 – Czarne kółko · f4 – Czarne kółko · b3 – Czarne kółko · d3 – Czarne kółko · f3 – Czarne kółko · b2 – Czarne kółko · e2 – Czarne kółko · f2 – Czarne kółko · b1 – Czarne kółko · c1 – Czarne kółko · d1 – Czarne kółko · e1 – Czarne kółko · f1 – Czarne kółko | 3 |
| 2 | g8 – Czarny król · g6 – Biały król · b5 – Czarny pionek · c5 – Czarne kółko · d5 – Czarne kółko · e5 – Czarne kółko · f5 – Czarne kółko · b4 – Czarne kółko · c4 – Czarne kółko · f4 – Czarne kółko · b3 – Czarne kółko · d3 – Czarne kółko · f3 – Czarne kółko · b2 – Czarne kółko · e2 – Czarne kółko · f2 – Czarne kółko · b1 – Czarne kółko · c1 – Czarne kółko · d1 – Czarne kółko · e1 – Czarne kółko · f1 – Czarne kółko | g8 – Czarny król · g6 – Biały król · b5 – Czarny pionek · c5 – Czarne kółko · d5 – Czarne kółko · e5 – Czarne kółko · f5 – Czarne kółko · b4 – Czarne kółko · c4 – Czarne kółko · f4 – Czarne kółko · b3 – Czarne kółko · d3 – Czarne kółko · f3 – Czarne kółko · b2 – Czarne kółko · e2 – Czarne kółko · f2 – Czarne kółko · b1 – Czarne kółko · c1 – Czarne kółko · d1 – Czarne kółko · e1 – Czarne kółko · f1 – Czarne kółko | g8 – Czarny król · g6 – Biały król · b5 – Czarny pionek · c5 – Czarne kółko · d5 – Czarne kółko · e5 – Czarne kółko · f5 – Czarne kółko · b4 – Czarne kółko · c4 – Czarne kółko · f4 – Czarne kółko · b3 – Czarne kółko · d3 – Czarne kółko · f3 – Czarne kółko · b2 – Czarne kółko · e2 – Czarne kółko · f2 – Czarne kółko · b1 – Czarne kółko · c1 – Czarne kółko · d1 – Czarne kółko · e1 – Czarne kółko · f1 – Czarne kółko | g8 – Czarny król · g6 – Biały król · b5 – Czarny pionek · c5 – Czarne kółko · d5 – Czarne kółko · e5 – Czarne kółko · f5 – Czarne kółko · b4 – Czarne kółko · c4 – Czarne kółko · f4 – Czarne kółko · b3 – Czarne kółko · d3 – Czarne kółko · f3 – Czarne kółko · b2 – Czarne kółko · e2 – Czarne kółko · f2 – Czarne kółko · b1 – Czarne kółko · c1 – Czarne kółko · d1 – Czarne kółko · e1 – Czarne kółko · f1 – Czarne kółko | g8 – Czarny król · g6 – Biały król · b5 – Czarny pionek · c5 – Czarne kółko · d5 – Czarne kółko · e5 – Czarne kółko · f5 – Czarne kółko · b4 – Czarne kółko · c4 – Czarne kółko · f4 – Czarne kółko · b3 – Czarne kółko · d3 – Czarne kółko · f3 – Czarne kółko · b2 – Czarne kółko · e2 – Czarne kółko · f2 – Czarne kółko · b1 – Czarne kółko · c1 – Czarne kółko · d1 – Czarne kółko · e1 – Czarne kółko · f1 – Czarne kółko | g8 – Czarny król · g6 – Biały król · b5 – Czarny pionek · c5 – Czarne kółko · d5 – Czarne kółko · e5 – Czarne kółko · f5 – Czarne kółko · b4 – Czarne kółko · c4 – Czarne kółko · f4 – Czarne kółko · b3 – Czarne kółko · d3 – Czarne kółko · f3 – Czarne kółko · b2 – Czarne kółko · e2 – Czarne kółko · f2 – Czarne kółko · b1 – Czarne kółko · c1 – Czarne kółko · d1 – Czarne kółko · e1 – Czarne kółko · f1 – Czarne kółko | g8 – Czarny król · g6 – Biały król · b5 – Czarny pionek · c5 – Czarne kółko · d5 – Czarne kółko · e5 – Czarne kółko · f5 – Czarne kółko · b4 – Czarne kółko · c4 – Czarne kółko · f4 – Czarne kółko · b3 – Czarne kółko · d3 – Czarne kółko · f3 – Czarne kółko · b2 – Czarne kółko · e2 – Czarne kółko · f2 – Czarne kółko · b1 – Czarne kółko · c1 – Czarne kółko · d1 – Czarne kółko · e1 – Czarne kółko · f1 – Czarne kółko | g8 – Czarny król · g6 – Biały król · b5 – Czarny pionek · c5 – Czarne kółko · d5 – Czarne kółko · e5 – Czarne kółko · f5 – Czarne kółko · b4 – Czarne kółko · c4 – Czarne kółko · f4 – Czarne kółko · b3 – Czarne kółko · d3 – Czarne kółko · f3 – Czarne kółko · b2 – Czarne kółko · e2 – Czarne kółko · f2 – Czarne kółko · b1 – Czarne kółko · c1 – Czarne kółko · d1 – Czarne kółko · e1 – Czarne kółko · f1 – Czarne kółko | 2 |
| 1 | g8 – Czarny król · g6 – Biały król · b5 – Czarny pionek · c5 – Czarne kółko · d5 – Czarne kółko · e5 – Czarne kółko · f5 – Czarne kółko · b4 – Czarne kółko · c4 – Czarne kółko · f4 – Czarne kółko · b3 – Czarne kółko · d3 – Czarne kółko · f3 – Czarne kółko · b2 – Czarne kółko · e2 – Czarne kółko · f2 – Czarne kółko · b1 – Czarne kółko · c1 – Czarne kółko · d1 – Czarne kółko · e1 – Czarne kółko · f1 – Czarne kółko | g8 – Czarny król · g6 – Biały król · b5 – Czarny pionek · c5 – Czarne kółko · d5 – Czarne kółko · e5 – Czarne kółko · f5 – Czarne kółko · b4 – Czarne kółko · c4 – Czarne kółko · f4 – Czarne kółko · b3 – Czarne kółko · d3 – Czarne kółko · f3 – Czarne kółko · b2 – Czarne kółko · e2 – Czarne kółko · f2 – Czarne kółko · b1 – Czarne kółko · c1 – Czarne kółko · d1 – Czarne kółko · e1 – Czarne kółko · f1 – Czarne kółko | g8 – Czarny król · g6 – Biały król · b5 – Czarny pionek · c5 – Czarne kółko · d5 – Czarne kółko · e5 – Czarne kółko · f5 – Czarne kółko · b4 – Czarne kółko · c4 – Czarne kółko · f4 – Czarne kółko · b3 – Czarne kółko · d3 – Czarne kółko · f3 – Czarne kółko · b2 – Czarne kółko · e2 – Czarne kółko · f2 – Czarne kółko · b1 – Czarne kółko · c1 – Czarne kółko · d1 – Czarne kółko · e1 – Czarne kółko · f1 – Czarne kółko | g8 – Czarny król · g6 – Biały król · b5 – Czarny pionek · c5 – Czarne kółko · d5 – Czarne kółko · e5 – Czarne kółko · f5 – Czarne kółko · b4 – Czarne kółko · c4 – Czarne kółko · f4 – Czarne kółko · b3 – Czarne kółko · d3 – Czarne kółko · f3 – Czarne kółko · b2 – Czarne kółko · e2 – Czarne kółko · f2 – Czarne kółko · b1 – Czarne kółko · c1 – Czarne kółko · d1 – Czarne kółko · e1 – Czarne kółko · f1 – Czarne kółko | g8 – Czarny król · g6 – Biały król · b5 – Czarny pionek · c5 – Czarne kółko · d5 – Czarne kółko · e5 – Czarne kółko · f5 – Czarne kółko · b4 – Czarne kółko · c4 – Czarne kółko · f4 – Czarne kółko · b3 – Czarne kółko · d3 – Czarne kółko · f3 – Czarne kółko · b2 – Czarne kółko · e2 – Czarne kółko · f2 – Czarne kółko · b1 – Czarne kółko · c1 – Czarne kółko · d1 – Czarne kółko · e1 – Czarne kółko · f1 – Czarne kółko | g8 – Czarny król · g6 – Biały król · b5 – Czarny pionek · c5 – Czarne kółko · d5 – Czarne kółko · e5 – Czarne kółko · f5 – Czarne kółko · b4 – Czarne kółko · c4 – Czarne kółko · f4 – Czarne kółko · b3 – Czarne kółko · d3 – Czarne kółko · f3 – Czarne kółko · b2 – Czarne kółko · e2 – Czarne kółko · f2 – Czarne kółko · b1 – Czarne kółko · c1 – Czarne kółko · d1 – Czarne kółko · e1 – Czarne kółko · f1 – Czarne kółko | g8 – Czarny król · g6 – Biały król · b5 – Czarny pionek · c5 – Czarne kółko · d5 – Czarne kółko · e5 – Czarne kółko · f5 – Czarne kółko · b4 – Czarne kółko · c4 – Czarne kółko · f4 – Czarne kółko · b3 – Czarne kółko · d3 – Czarne kółko · f3 – Czarne kółko · b2 – Czarne kółko · e2 – Czarne kółko · f2 – Czarne kółko · b1 – Czarne kółko · c1 – Czarne kółko · d1 – Czarne kółko · e1 – Czarne kółko · f1 – Czarne kółko | g8 – Czarny król · g6 – Biały król · b5 – Czarny pionek · c5 – Czarne kółko · d5 – Czarne kółko · e5 – Czarne kółko · f5 – Czarne kółko · b4 – Czarne kółko · c4 – Czarne kółko · f4 – Czarne kółko · b3 – Czarne kółko · d3 – Czarne kółko · f3 – Czarne kółko · b2 – Czarne kółko · e2 – Czarne kółko · f2 – Czarne kółko · b1 – Czarne kółko · c1 – Czarne kółko · d1 – Czarne kółko · e1 – Czarne kółko · f1 – Czarne kółko | 1 |
|   | a | b | c | d | e | f | g | h |   |

Spójrzmy na diagram 1. Jeżeli na posunięciu są białe, to uratują remis, gdyż zdążą wejść do kwadratu b5-b1-f1-f5 np.:
1. Kf5!! (inne posunięcia prowadza do przegranej białych) ...b4
2. Ke4 b3
3. Kd3 b2
4. Kc2 (i biały król zdążył w samą porę. W następnym posunięciu bije czarnego piona).

Natomiast, gdy czarne wykonują posunięcie, wtedy wygrywają partię (biały król nie zdąży wejść do kwadratu) np.:
1. ...b4!! (inaczej biały król znajdzie się w kwadracie i będzie remis) Kf5
2. b3 Ke4
3. b2 Kd3
4. Hb1 białe dorabiają hetmana i bez problemu wygrają partie.

W czasie partii szachowej zazwyczaj rysuje się w myślach jedną linie (przekątną kwadratu b5-f1). Na jej podstawie szybko i bez problemu można wyznaczyć wierzchołki b1 oraz f5. 
Trzeba pamiętać, że reguła kwadratu nie działa w przypadku, gdy pion stoi w pozycji wyjściowej i może ruszyć się o dwa pola.

|   | a | b | c | d | e | f | g | h |   |
| 8 | h8 – Czarny król · b7 – Czarny pionek · b6 – Czarne kółko · c6 – Czarne kółko · d6 – Czarne kółko · e6 – Czarne kółko · f6 – Czarne kółko · g6 – Czarne kółko · h6 – Biały król · b5 – Czarne kółko · c5 – Czarne kółko · g5 – Czarne kółko · b4 – Czarne kółko · d4 – Czarne kółko · g4 – Czarne kółko · b3 – Czarne kółko · e3 – Czarne kółko · g3 – Czarne kółko · b2 – Czarne kółko · f2 – Czarne kółko · g2 – Czarne kółko · b1 – Czarne kółko · c1 – Czarne kółko · d1 – Czarne kółko · e1 – Czarne kółko · f1 – Czarne kółko · g1 – Czarne kółko | h8 – Czarny król · b7 – Czarny pionek · b6 – Czarne kółko · c6 – Czarne kółko · d6 – Czarne kółko · e6 – Czarne kółko · f6 – Czarne kółko · g6 – Czarne kółko · h6 – Biały król · b5 – Czarne kółko · c5 – Czarne kółko · g5 – Czarne kółko · b4 – Czarne kółko · d4 – Czarne kółko · g4 – Czarne kółko · b3 – Czarne kółko · e3 – Czarne kółko · g3 – Czarne kółko · b2 – Czarne kółko · f2 – Czarne kółko · g2 – Czarne kółko · b1 – Czarne kółko · c1 – Czarne kółko · d1 – Czarne kółko · e1 – Czarne kółko · f1 – Czarne kółko · g1 – Czarne kółko | h8 – Czarny król · b7 – Czarny pionek · b6 – Czarne kółko · c6 – Czarne kółko · d6 – Czarne kółko · e6 – Czarne kółko · f6 – Czarne kółko · g6 – Czarne kółko · h6 – Biały król · b5 – Czarne kółko · c5 – Czarne kółko · g5 – Czarne kółko · b4 – Czarne kółko · d4 – Czarne kółko · g4 – Czarne kółko · b3 – Czarne kółko · e3 – Czarne kółko · g3 – Czarne kółko · b2 – Czarne kółko · f2 – Czarne kółko · g2 – Czarne kółko · b1 – Czarne kółko · c1 – Czarne kółko · d1 – Czarne kółko · e1 – Czarne kółko · f1 – Czarne kółko · g1 – Czarne kółko | h8 – Czarny król · b7 – Czarny pionek · b6 – Czarne kółko · c6 – Czarne kółko · d6 – Czarne kółko · e6 – Czarne kółko · f6 – Czarne kółko · g6 – Czarne kółko · h6 – Biały król · b5 – Czarne kółko · c5 – Czarne kółko · g5 – Czarne kółko · b4 – Czarne kółko · d4 – Czarne kółko · g4 – Czarne kółko · b3 – Czarne kółko · e3 – Czarne kółko · g3 – Czarne kółko · b2 – Czarne kółko · f2 – Czarne kółko · g2 – Czarne kółko · b1 – Czarne kółko · c1 – Czarne kółko · d1 – Czarne kółko · e1 – Czarne kółko · f1 – Czarne kółko · g1 – Czarne kółko | h8 – Czarny król · b7 – Czarny pionek · b6 – Czarne kółko · c6 – Czarne kółko · d6 – Czarne kółko · e6 – Czarne kółko · f6 – Czarne kółko · g6 – Czarne kółko · h6 – Biały król · b5 – Czarne kółko · c5 – Czarne kółko · g5 – Czarne kółko · b4 – Czarne kółko · d4 – Czarne kółko · g4 – Czarne kółko · b3 – Czarne kółko · e3 – Czarne kółko · g3 – Czarne kółko · b2 – Czarne kółko · f2 – Czarne kółko · g2 – Czarne kółko · b1 – Czarne kółko · c1 – Czarne kółko · d1 – Czarne kółko · e1 – Czarne kółko · f1 – Czarne kółko · g1 – Czarne kółko | h8 – Czarny król · b7 – Czarny pionek · b6 – Czarne kółko · c6 – Czarne kółko · d6 – Czarne kółko · e6 – Czarne kółko · f6 – Czarne kółko · g6 – Czarne kółko · h6 – Biały król · b5 – Czarne kółko · c5 – Czarne kółko · g5 – Czarne kółko · b4 – Czarne kółko · d4 – Czarne kółko · g4 – Czarne kółko · b3 – Czarne kółko · e3 – Czarne kółko · g3 – Czarne kółko · b2 – Czarne kółko · f2 – Czarne kółko · g2 – Czarne kółko · b1 – Czarne kółko · c1 – Czarne kółko · d1 – Czarne kółko · e1 – Czarne kółko · f1 – Czarne kółko · g1 – Czarne kółko | h8 – Czarny król · b7 – Czarny pionek · b6 – Czarne kółko · c6 – Czarne kółko · d6 – Czarne kółko · e6 – Czarne kółko · f6 – Czarne kółko · g6 – Czarne kółko · h6 – Biały król · b5 – Czarne kółko · c5 – Czarne kółko · g5 – Czarne kółko · b4 – Czarne kółko · d4 – Czarne kółko · g4 – Czarne kółko · b3 – Czarne kółko · e3 – Czarne kółko · g3 – Czarne kółko · b2 – Czarne kółko · f2 – Czarne kółko · g2 – Czarne kółko · b1 – Czarne kółko · c1 – Czarne kółko · d1 – Czarne kółko · e1 – Czarne kółko · f1 – Czarne kółko · g1 – Czarne kółko | h8 – Czarny król · b7 – Czarny pionek · b6 – Czarne kółko · c6 – Czarne kółko · d6 – Czarne kółko · e6 – Czarne kółko · f6 – Czarne kółko · g6 – Czarne kółko · h6 – Biały król · b5 – Czarne kółko · c5 – Czarne kółko · g5 – Czarne kółko · b4 – Czarne kółko · d4 – Czarne kółko · g4 – Czarne kółko · b3 – Czarne kółko · e3 – Czarne kółko · g3 – Czarne kółko · b2 – Czarne kółko · f2 – Czarne kółko · g2 – Czarne kółko · b1 – Czarne kółko · c1 – Czarne kółko · d1 – Czarne kółko · e1 – Czarne kółko · f1 – Czarne kółko · g1 – Czarne kółko | 8 |
| 7 | h8 – Czarny król · b7 – Czarny pionek · b6 – Czarne kółko · c6 – Czarne kółko · d6 – Czarne kółko · e6 – Czarne kółko · f6 – Czarne kółko · g6 – Czarne kółko · h6 – Biały król · b5 – Czarne kółko · c5 – Czarne kółko · g5 – Czarne kółko · b4 – Czarne kółko · d4 – Czarne kółko · g4 – Czarne kółko · b3 – Czarne kółko · e3 – Czarne kółko · g3 – Czarne kółko · b2 – Czarne kółko · f2 – Czarne kółko · g2 – Czarne kółko · b1 – Czarne kółko · c1 – Czarne kółko · d1 – Czarne kółko · e1 – Czarne kółko · f1 – Czarne kółko · g1 – Czarne kółko | h8 – Czarny król · b7 – Czarny pionek · b6 – Czarne kółko · c6 – Czarne kółko · d6 – Czarne kółko · e6 – Czarne kółko · f6 – Czarne kółko · g6 – Czarne kółko · h6 – Biały król · b5 – Czarne kółko · c5 – Czarne kółko · g5 – Czarne kółko · b4 – Czarne kółko · d4 – Czarne kółko · g4 – Czarne kółko · b3 – Czarne kółko · e3 – Czarne kółko · g3 – Czarne kółko · b2 – Czarne kółko · f2 – Czarne kółko · g2 – Czarne kółko · b1 – Czarne kółko · c1 – Czarne kółko · d1 – Czarne kółko · e1 – Czarne kółko · f1 – Czarne kółko · g1 – Czarne kółko | h8 – Czarny król · b7 – Czarny pionek · b6 – Czarne kółko · c6 – Czarne kółko · d6 – Czarne kółko · e6 – Czarne kółko · f6 – Czarne kółko · g6 – Czarne kółko · h6 – Biały król · b5 – Czarne kółko · c5 – Czarne kółko · g5 – Czarne kółko · b4 – Czarne kółko · d4 – Czarne kółko · g4 – Czarne kółko · b3 – Czarne kółko · e3 – Czarne kółko · g3 – Czarne kółko · b2 – Czarne kółko · f2 – Czarne kółko · g2 – Czarne kółko · b1 – Czarne kółko · c1 – Czarne kółko · d1 – Czarne kółko · e1 – Czarne kółko · f1 – Czarne kółko · g1 – Czarne kółko | h8 – Czarny król · b7 – Czarny pionek · b6 – Czarne kółko · c6 – Czarne kółko · d6 – Czarne kółko · e6 – Czarne kółko · f6 – Czarne kółko · g6 – Czarne kółko · h6 – Biały król · b5 – Czarne kółko · c5 – Czarne kółko · g5 – Czarne kółko · b4 – Czarne kółko · d4 – Czarne kółko · g4 – Czarne kółko · b3 – Czarne kółko · e3 – Czarne kółko · g3 – Czarne kółko · b2 – Czarne kółko · f2 – Czarne kółko · g2 – Czarne kółko · b1 – Czarne kółko · c1 – Czarne kółko · d1 – Czarne kółko · e1 – Czarne kółko · f1 – Czarne kółko · g1 – Czarne kółko | h8 – Czarny król · b7 – Czarny pionek · b6 – Czarne kółko · c6 – Czarne kółko · d6 – Czarne kółko · e6 – Czarne kółko · f6 – Czarne kółko · g6 – Czarne kółko · h6 – Biały król · b5 – Czarne kółko · c5 – Czarne kółko · g5 – Czarne kółko · b4 – Czarne kółko · d4 – Czarne kółko · g4 – Czarne kółko · b3 – Czarne kółko · e3 – Czarne kółko · g3 – Czarne kółko · b2 – Czarne kółko · f2 – Czarne kółko · g2 – Czarne kółko · b1 – Czarne kółko · c1 – Czarne kółko · d1 – Czarne kółko · e1 – Czarne kółko · f1 – Czarne kółko · g1 – Czarne kółko | h8 – Czarny król · b7 – Czarny pionek · b6 – Czarne kółko · c6 – Czarne kółko · d6 – Czarne kółko · e6 – Czarne kółko · f6 – Czarne kółko · g6 – Czarne kółko · h6 – Biały król · b5 – Czarne kółko · c5 – Czarne kółko · g5 – Czarne kółko · b4 – Czarne kółko · d4 – Czarne kółko · g4 – Czarne kółko · b3 – Czarne kółko · e3 – Czarne kółko · g3 – Czarne kółko · b2 – Czarne kółko · f2 – Czarne kółko · g2 – Czarne kółko · b1 – Czarne kółko · c1 – Czarne kółko · d1 – Czarne kółko · e1 – Czarne kółko · f1 – Czarne kółko · g1 – Czarne kółko | h8 – Czarny król · b7 – Czarny pionek · b6 – Czarne kółko · c6 – Czarne kółko · d6 – Czarne kółko · e6 – Czarne kółko · f6 – Czarne kółko · g6 – Czarne kółko · h6 – Biały król · b5 – Czarne kółko · c5 – Czarne kółko · g5 – Czarne kółko · b4 – Czarne kółko · d4 – Czarne kółko · g4 – Czarne kółko · b3 – Czarne kółko · e3 – Czarne kółko · g3 – Czarne kółko · b2 – Czarne kółko · f2 – Czarne kółko · g2 – Czarne kółko · b1 – Czarne kółko · c1 – Czarne kółko · d1 – Czarne kółko · e1 – Czarne kółko · f1 – Czarne kółko · g1 – Czarne kółko | h8 – Czarny król · b7 – Czarny pionek · b6 – Czarne kółko · c6 – Czarne kółko · d6 – Czarne kółko · e6 – Czarne kółko · f6 – Czarne kółko · g6 – Czarne kółko · h6 – Biały król · b5 – Czarne kółko · c5 – Czarne kółko · g5 – Czarne kółko · b4 – Czarne kółko · d4 – Czarne kółko · g4 – Czarne kółko · b3 – Czarne kółko · e3 – Czarne kółko · g3 – Czarne kółko · b2 – Czarne kółko · f2 – Czarne kółko · g2 – Czarne kółko · b1 – Czarne kółko · c1 – Czarne kółko · d1 – Czarne kółko · e1 – Czarne kółko · f1 – Czarne kółko · g1 – Czarne kółko | 7 |
| 6 | h8 – Czarny król · b7 – Czarny pionek · b6 – Czarne kółko · c6 – Czarne kółko · d6 – Czarne kółko · e6 – Czarne kółko · f6 – Czarne kółko · g6 – Czarne kółko · h6 – Biały król · b5 – Czarne kółko · c5 – Czarne kółko · g5 – Czarne kółko · b4 – Czarne kółko · d4 – Czarne kółko · g4 – Czarne kółko · b3 – Czarne kółko · e3 – Czarne kółko · g3 – Czarne kółko · b2 – Czarne kółko · f2 – Czarne kółko · g2 – Czarne kółko · b1 – Czarne kółko · c1 – Czarne kółko · d1 – Czarne kółko · e1 – Czarne kółko · f1 – Czarne kółko · g1 – Czarne kółko | h8 – Czarny król · b7 – Czarny pionek · b6 – Czarne kółko · c6 – Czarne kółko · d6 – Czarne kółko · e6 – Czarne kółko · f6 – Czarne kółko · g6 – Czarne kółko · h6 – Biały król · b5 – Czarne kółko · c5 – Czarne kółko · g5 – Czarne kółko · b4 – Czarne kółko · d4 – Czarne kółko · g4 – Czarne kółko · b3 – Czarne kółko · e3 – Czarne kółko · g3 – Czarne kółko · b2 – Czarne kółko · f2 – Czarne kółko · g2 – Czarne kółko · b1 – Czarne kółko · c1 – Czarne kółko · d1 – Czarne kółko · e1 – Czarne kółko · f1 – Czarne kółko · g1 – Czarne kółko | h8 – Czarny król · b7 – Czarny pionek · b6 – Czarne kółko · c6 – Czarne kółko · d6 – Czarne kółko · e6 – Czarne kółko · f6 – Czarne kółko · g6 – Czarne kółko · h6 – Biały król · b5 – Czarne kółko · c5 – Czarne kółko · g5 – Czarne kółko · b4 – Czarne kółko · d4 – Czarne kółko · g4 – Czarne kółko · b3 – Czarne kółko · e3 – Czarne kółko · g3 – Czarne kółko · b2 – Czarne kółko · f2 – Czarne kółko · g2 – Czarne kółko · b1 – Czarne kółko · c1 – Czarne kółko · d1 – Czarne kółko · e1 – Czarne kółko · f1 – Czarne kółko · g1 – Czarne kółko | h8 – Czarny król · b7 – Czarny pionek · b6 – Czarne kółko · c6 – Czarne kółko · d6 – Czarne kółko · e6 – Czarne kółko · f6 – Czarne kółko · g6 – Czarne kółko · h6 – Biały król · b5 – Czarne kółko · c5 – Czarne kółko · g5 – Czarne kółko · b4 – Czarne kółko · d4 – Czarne kółko · g4 – Czarne kółko · b3 – Czarne kółko · e3 – Czarne kółko · g3 – Czarne kółko · b2 – Czarne kółko · f2 – Czarne kółko · g2 – Czarne kółko · b1 – Czarne kółko · c1 – Czarne kółko · d1 – Czarne kółko · e1 – Czarne kółko · f1 – Czarne kółko · g1 – Czarne kółko | h8 – Czarny król · b7 – Czarny pionek · b6 – Czarne kółko · c6 – Czarne kółko · d6 – Czarne kółko · e6 – Czarne kółko · f6 – Czarne kółko · g6 – Czarne kółko · h6 – Biały król · b5 – Czarne kółko · c5 – Czarne kółko · g5 – Czarne kółko · b4 – Czarne kółko · d4 – Czarne kółko · g4 – Czarne kółko · b3 – Czarne kółko · e3 – Czarne kółko · g3 – Czarne kółko · b2 – Czarne kółko · f2 – Czarne kółko · g2 – Czarne kółko · b1 – Czarne kółko · c1 – Czarne kółko · d1 – Czarne kółko · e1 – Czarne kółko · f1 – Czarne kółko · g1 – Czarne kółko | h8 – Czarny król · b7 – Czarny pionek · b6 – Czarne kółko · c6 – Czarne kółko · d6 – Czarne kółko · e6 – Czarne kółko · f6 – Czarne kółko · g6 – Czarne kółko · h6 – Biały król · b5 – Czarne kółko · c5 – Czarne kółko · g5 – Czarne kółko · b4 – Czarne kółko · d4 – Czarne kółko · g4 – Czarne kółko · b3 – Czarne kółko · e3 – Czarne kółko · g3 – Czarne kółko · b2 – Czarne kółko · f2 – Czarne kółko · g2 – Czarne kółko · b1 – Czarne kółko · c1 – Czarne kółko · d1 – Czarne kółko · e1 – Czarne kółko · f1 – Czarne kółko · g1 – Czarne kółko | h8 – Czarny król · b7 – Czarny pionek · b6 – Czarne kółko · c6 – Czarne kółko · d6 – Czarne kółko · e6 – Czarne kółko · f6 – Czarne kółko · g6 – Czarne kółko · h6 – Biały król · b5 – Czarne kółko · c5 – Czarne kółko · g5 – Czarne kółko · b4 – Czarne kółko · d4 – Czarne kółko · g4 – Czarne kółko · b3 – Czarne kółko · e3 – Czarne kółko · g3 – Czarne kółko · b2 – Czarne kółko · f2 – Czarne kółko · g2 – Czarne kółko · b1 – Czarne kółko · c1 – Czarne kółko · d1 – Czarne kółko · e1 – Czarne kółko · f1 – Czarne kółko · g1 – Czarne kółko | h8 – Czarny król · b7 – Czarny pionek · b6 – Czarne kółko · c6 – Czarne kółko · d6 – Czarne kółko · e6 – Czarne kółko · f6 – Czarne kółko · g6 – Czarne kółko · h6 – Biały król · b5 – Czarne kółko · c5 – Czarne kółko · g5 – Czarne kółko · b4 – Czarne kółko · d4 – Czarne kółko · g4 – Czarne kółko · b3 – Czarne kółko · e3 – Czarne kółko · g3 – Czarne kółko · b2 – Czarne kółko · f2 – Czarne kółko · g2 – Czarne kółko · b1 – Czarne kółko · c1 – Czarne kółko · d1 – Czarne kółko · e1 – Czarne kółko · f1 – Czarne kółko · g1 – Czarne kółko | 6 |
| 5 | h8 – Czarny król · b7 – Czarny pionek · b6 – Czarne kółko · c6 – Czarne kółko · d6 – Czarne kółko · e6 – Czarne kółko · f6 – Czarne kółko · g6 – Czarne kółko · h6 – Biały król · b5 – Czarne kółko · c5 – Czarne kółko · g5 – Czarne kółko · b4 – Czarne kółko · d4 – Czarne kółko · g4 – Czarne kółko · b3 – Czarne kółko · e3 – Czarne kółko · g3 – Czarne kółko · b2 – Czarne kółko · f2 – Czarne kółko · g2 – Czarne kółko · b1 – Czarne kółko · c1 – Czarne kółko · d1 – Czarne kółko · e1 – Czarne kółko · f1 – Czarne kółko · g1 – Czarne kółko | h8 – Czarny król · b7 – Czarny pionek · b6 – Czarne kółko · c6 – Czarne kółko · d6 – Czarne kółko · e6 – Czarne kółko · f6 – Czarne kółko · g6 – Czarne kółko · h6 – Biały król · b5 – Czarne kółko · c5 – Czarne kółko · g5 – Czarne kółko · b4 – Czarne kółko · d4 – Czarne kółko · g4 – Czarne kółko · b3 – Czarne kółko · e3 – Czarne kółko · g3 – Czarne kółko · b2 – Czarne kółko · f2 – Czarne kółko · g2 – Czarne kółko · b1 – Czarne kółko · c1 – Czarne kółko · d1 – Czarne kółko · e1 – Czarne kółko · f1 – Czarne kółko · g1 – Czarne kółko | h8 – Czarny król · b7 – Czarny pionek · b6 – Czarne kółko · c6 – Czarne kółko · d6 – Czarne kółko · e6 – Czarne kółko · f6 – Czarne kółko · g6 – Czarne kółko · h6 – Biały król · b5 – Czarne kółko · c5 – Czarne kółko · g5 – Czarne kółko · b4 – Czarne kółko · d4 – Czarne kółko · g4 – Czarne kółko · b3 – Czarne kółko · e3 – Czarne kółko · g3 – Czarne kółko · b2 – Czarne kółko · f2 – Czarne kółko · g2 – Czarne kółko · b1 – Czarne kółko · c1 – Czarne kółko · d1 – Czarne kółko · e1 – Czarne kółko · f1 – Czarne kółko · g1 – Czarne kółko | h8 – Czarny król · b7 – Czarny pionek · b6 – Czarne kółko · c6 – Czarne kółko · d6 – Czarne kółko · e6 – Czarne kółko · f6 – Czarne kółko · g6 – Czarne kółko · h6 – Biały król · b5 – Czarne kółko · c5 – Czarne kółko · g5 – Czarne kółko · b4 – Czarne kółko · d4 – Czarne kółko · g4 – Czarne kółko · b3 – Czarne kółko · e3 – Czarne kółko · g3 – Czarne kółko · b2 – Czarne kółko · f2 – Czarne kółko · g2 – Czarne kółko · b1 – Czarne kółko · c1 – Czarne kółko · d1 – Czarne kółko · e1 – Czarne kółko · f1 – Czarne kółko · g1 – Czarne kółko | h8 – Czarny król · b7 – Czarny pionek · b6 – Czarne kółko · c6 – Czarne kółko · d6 – Czarne kółko · e6 – Czarne kółko · f6 – Czarne kółko · g6 – Czarne kółko · h6 – Biały król · b5 – Czarne kółko · c5 – Czarne kółko · g5 – Czarne kółko · b4 – Czarne kółko · d4 – Czarne kółko · g4 – Czarne kółko · b3 – Czarne kółko · e3 – Czarne kółko · g3 – Czarne kółko · b2 – Czarne kółko · f2 – Czarne kółko · g2 – Czarne kółko · b1 – Czarne kółko · c1 – Czarne kółko · d1 – Czarne kółko · e1 – Czarne kółko · f1 – Czarne kółko · g1 – Czarne kółko | h8 – Czarny król · b7 – Czarny pionek · b6 – Czarne kółko · c6 – Czarne kółko · d6 – Czarne kółko · e6 – Czarne kółko · f6 – Czarne kółko · g6 – Czarne kółko · h6 – Biały król · b5 – Czarne kółko · c5 – Czarne kółko · g5 – Czarne kółko · b4 – Czarne kółko · d4 – Czarne kółko · g4 – Czarne kółko · b3 – Czarne kółko · e3 – Czarne kółko · g3 – Czarne kółko · b2 – Czarne kółko · f2 – Czarne kółko · g2 – Czarne kółko · b1 – Czarne kółko · c1 – Czarne kółko · d1 – Czarne kółko · e1 – Czarne kółko · f1 – Czarne kółko · g1 – Czarne kółko | h8 – Czarny król · b7 – Czarny pionek · b6 – Czarne kółko · c6 – Czarne kółko · d6 – Czarne kółko · e6 – Czarne kółko · f6 – Czarne kółko · g6 – Czarne kółko · h6 – Biały król · b5 – Czarne kółko · c5 – Czarne kółko · g5 – Czarne kółko · b4 – Czarne kółko · d4 – Czarne kółko · g4 – Czarne kółko · b3 – Czarne kółko · e3 – Czarne kółko · g3 – Czarne kółko · b2 – Czarne kółko · f2 – Czarne kółko · g2 – Czarne kółko · b1 – Czarne kółko · c1 – Czarne kółko · d1 – Czarne kółko · e1 – Czarne kółko · f1 – Czarne kółko · g1 – Czarne kółko | h8 – Czarny król · b7 – Czarny pionek · b6 – Czarne kółko · c6 – Czarne kółko · d6 – Czarne kółko · e6 – Czarne kółko · f6 – Czarne kółko · g6 – Czarne kółko · h6 – Biały król · b5 – Czarne kółko · c5 – Czarne kółko · g5 – Czarne kółko · b4 – Czarne kółko · d4 – Czarne kółko · g4 – Czarne kółko · b3 – Czarne kółko · e3 – Czarne kółko · g3 – Czarne kółko · b2 – Czarne kółko · f2 – Czarne kółko · g2 – Czarne kółko · b1 – Czarne kółko · c1 – Czarne kółko · d1 – Czarne kółko · e1 – Czarne kółko · f1 – Czarne kółko · g1 – Czarne kółko | 5 |
| 4 | h8 – Czarny król · b7 – Czarny pionek · b6 – Czarne kółko · c6 – Czarne kółko · d6 – Czarne kółko · e6 – Czarne kółko · f6 – Czarne kółko · g6 – Czarne kółko · h6 – Biały król · b5 – Czarne kółko · c5 – Czarne kółko · g5 – Czarne kółko · b4 – Czarne kółko · d4 – Czarne kółko · g4 – Czarne kółko · b3 – Czarne kółko · e3 – Czarne kółko · g3 – Czarne kółko · b2 – Czarne kółko · f2 – Czarne kółko · g2 – Czarne kółko · b1 – Czarne kółko · c1 – Czarne kółko · d1 – Czarne kółko · e1 – Czarne kółko · f1 – Czarne kółko · g1 – Czarne kółko | h8 – Czarny król · b7 – Czarny pionek · b6 – Czarne kółko · c6 – Czarne kółko · d6 – Czarne kółko · e6 – Czarne kółko · f6 – Czarne kółko · g6 – Czarne kółko · h6 – Biały król · b5 – Czarne kółko · c5 – Czarne kółko · g5 – Czarne kółko · b4 – Czarne kółko · d4 – Czarne kółko · g4 – Czarne kółko · b3 – Czarne kółko · e3 – Czarne kółko · g3 – Czarne kółko · b2 – Czarne kółko · f2 – Czarne kółko · g2 – Czarne kółko · b1 – Czarne kółko · c1 – Czarne kółko · d1 – Czarne kółko · e1 – Czarne kółko · f1 – Czarne kółko · g1 – Czarne kółko | h8 – Czarny król · b7 – Czarny pionek · b6 – Czarne kółko · c6 – Czarne kółko · d6 – Czarne kółko · e6 – Czarne kółko · f6 – Czarne kółko · g6 – Czarne kółko · h6 – Biały król · b5 – Czarne kółko · c5 – Czarne kółko · g5 – Czarne kółko · b4 – Czarne kółko · d4 – Czarne kółko · g4 – Czarne kółko · b3 – Czarne kółko · e3 – Czarne kółko · g3 – Czarne kółko · b2 – Czarne kółko · f2 – Czarne kółko · g2 – Czarne kółko · b1 – Czarne kółko · c1 – Czarne kółko · d1 – Czarne kółko · e1 – Czarne kółko · f1 – Czarne kółko · g1 – Czarne kółko | h8 – Czarny król · b7 – Czarny pionek · b6 – Czarne kółko · c6 – Czarne kółko · d6 – Czarne kółko · e6 – Czarne kółko · f6 – Czarne kółko · g6 – Czarne kółko · h6 – Biały król · b5 – Czarne kółko · c5 – Czarne kółko · g5 – Czarne kółko · b4 – Czarne kółko · d4 – Czarne kółko · g4 – Czarne kółko · b3 – Czarne kółko · e3 – Czarne kółko · g3 – Czarne kółko · b2 – Czarne kółko · f2 – Czarne kółko · g2 – Czarne kółko · b1 – Czarne kółko · c1 – Czarne kółko · d1 – Czarne kółko · e1 – Czarne kółko · f1 – Czarne kółko · g1 – Czarne kółko | h8 – Czarny król · b7 – Czarny pionek · b6 – Czarne kółko · c6 – Czarne kółko · d6 – Czarne kółko · e6 – Czarne kółko · f6 – Czarne kółko · g6 – Czarne kółko · h6 – Biały król · b5 – Czarne kółko · c5 – Czarne kółko · g5 – Czarne kółko · b4 – Czarne kółko · d4 – Czarne kółko · g4 – Czarne kółko · b3 – Czarne kółko · e3 – Czarne kółko · g3 – Czarne kółko · b2 – Czarne kółko · f2 – Czarne kółko · g2 – Czarne kółko · b1 – Czarne kółko · c1 – Czarne kółko · d1 – Czarne kółko · e1 – Czarne kółko · f1 – Czarne kółko · g1 – Czarne kółko | h8 – Czarny król · b7 – Czarny pionek · b6 – Czarne kółko · c6 – Czarne kółko · d6 – Czarne kółko · e6 – Czarne kółko · f6 – Czarne kółko · g6 – Czarne kółko · h6 – Biały król · b5 – Czarne kółko · c5 – Czarne kółko · g5 – Czarne kółko · b4 – Czarne kółko · d4 – Czarne kółko · g4 – Czarne kółko · b3 – Czarne kółko · e3 – Czarne kółko · g3 – Czarne kółko · b2 – Czarne kółko · f2 – Czarne kółko · g2 – Czarne kółko · b1 – Czarne kółko · c1 – Czarne kółko · d1 – Czarne kółko · e1 – Czarne kółko · f1 – Czarne kółko · g1 – Czarne kółko | h8 – Czarny król · b7 – Czarny pionek · b6 – Czarne kółko · c6 – Czarne kółko · d6 – Czarne kółko · e6 – Czarne kółko · f6 – Czarne kółko · g6 – Czarne kółko · h6 – Biały król · b5 – Czarne kółko · c5 – Czarne kółko · g5 – Czarne kółko · b4 – Czarne kółko · d4 – Czarne kółko · g4 – Czarne kółko · b3 – Czarne kółko · e3 – Czarne kółko · g3 – Czarne kółko · b2 – Czarne kółko · f2 – Czarne kółko · g2 – Czarne kółko · b1 – Czarne kółko · c1 – Czarne kółko · d1 – Czarne kółko · e1 – Czarne kółko · f1 – Czarne kółko · g1 – Czarne kółko | h8 – Czarny król · b7 – Czarny pionek · b6 – Czarne kółko · c6 – Czarne kółko · d6 – Czarne kółko · e6 – Czarne kółko · f6 – Czarne kółko · g6 – Czarne kółko · h6 – Biały król · b5 – Czarne kółko · c5 – Czarne kółko · g5 – Czarne kółko · b4 – Czarne kółko · d4 – Czarne kółko · g4 – Czarne kółko · b3 – Czarne kółko · e3 – Czarne kółko · g3 – Czarne kółko · b2 – Czarne kółko · f2 – Czarne kółko · g2 – Czarne kółko · b1 – Czarne kółko · c1 – Czarne kółko · d1 – Czarne kółko · e1 – Czarne kółko · f1 – Czarne kółko · g1 – Czarne kółko | 4 |
| 3 | h8 – Czarny król · b7 – Czarny pionek · b6 – Czarne kółko · c6 – Czarne kółko · d6 – Czarne kółko · e6 – Czarne kółko · f6 – Czarne kółko · g6 – Czarne kółko · h6 – Biały król · b5 – Czarne kółko · c5 – Czarne kółko · g5 – Czarne kółko · b4 – Czarne kółko · d4 – Czarne kółko · g4 – Czarne kółko · b3 – Czarne kółko · e3 – Czarne kółko · g3 – Czarne kółko · b2 – Czarne kółko · f2 – Czarne kółko · g2 – Czarne kółko · b1 – Czarne kółko · c1 – Czarne kółko · d1 – Czarne kółko · e1 – Czarne kółko · f1 – Czarne kółko · g1 – Czarne kółko | h8 – Czarny król · b7 – Czarny pionek · b6 – Czarne kółko · c6 – Czarne kółko · d6 – Czarne kółko · e6 – Czarne kółko · f6 – Czarne kółko · g6 – Czarne kółko · h6 – Biały król · b5 – Czarne kółko · c5 – Czarne kółko · g5 – Czarne kółko · b4 – Czarne kółko · d4 – Czarne kółko · g4 – Czarne kółko · b3 – Czarne kółko · e3 – Czarne kółko · g3 – Czarne kółko · b2 – Czarne kółko · f2 – Czarne kółko · g2 – Czarne kółko · b1 – Czarne kółko · c1 – Czarne kółko · d1 – Czarne kółko · e1 – Czarne kółko · f1 – Czarne kółko · g1 – Czarne kółko | h8 – Czarny król · b7 – Czarny pionek · b6 – Czarne kółko · c6 – Czarne kółko · d6 – Czarne kółko · e6 – Czarne kółko · f6 – Czarne kółko · g6 – Czarne kółko · h6 – Biały król · b5 – Czarne kółko · c5 – Czarne kółko · g5 – Czarne kółko · b4 – Czarne kółko · d4 – Czarne kółko · g4 – Czarne kółko · b3 – Czarne kółko · e3 – Czarne kółko · g3 – Czarne kółko · b2 – Czarne kółko · f2 – Czarne kółko · g2 – Czarne kółko · b1 – Czarne kółko · c1 – Czarne kółko · d1 – Czarne kółko · e1 – Czarne kółko · f1 – Czarne kółko · g1 – Czarne kółko | h8 – Czarny król · b7 – Czarny pionek · b6 – Czarne kółko · c6 – Czarne kółko · d6 – Czarne kółko · e6 – Czarne kółko · f6 – Czarne kółko · g6 – Czarne kółko · h6 – Biały król · b5 – Czarne kółko · c5 – Czarne kółko · g5 – Czarne kółko · b4 – Czarne kółko · d4 – Czarne kółko · g4 – Czarne kółko · b3 – Czarne kółko · e3 – Czarne kółko · g3 – Czarne kółko · b2 – Czarne kółko · f2 – Czarne kółko · g2 – Czarne kółko · b1 – Czarne kółko · c1 – Czarne kółko · d1 – Czarne kółko · e1 – Czarne kółko · f1 – Czarne kółko · g1 – Czarne kółko | h8 – Czarny król · b7 – Czarny pionek · b6 – Czarne kółko · c6 – Czarne kółko · d6 – Czarne kółko · e6 – Czarne kółko · f6 – Czarne kółko · g6 – Czarne kółko · h6 – Biały król · b5 – Czarne kółko · c5 – Czarne kółko · g5 – Czarne kółko · b4 – Czarne kółko · d4 – Czarne kółko · g4 – Czarne kółko · b3 – Czarne kółko · e3 – Czarne kółko · g3 – Czarne kółko · b2 – Czarne kółko · f2 – Czarne kółko · g2 – Czarne kółko · b1 – Czarne kółko · c1 – Czarne kółko · d1 – Czarne kółko · e1 – Czarne kółko · f1 – Czarne kółko · g1 – Czarne kółko | h8 – Czarny król · b7 – Czarny pionek · b6 – Czarne kółko · c6 – Czarne kółko · d6 – Czarne kółko · e6 – Czarne kółko · f6 – Czarne kółko · g6 – Czarne kółko · h6 – Biały król · b5 – Czarne kółko · c5 – Czarne kółko · g5 – Czarne kółko · b4 – Czarne kółko · d4 – Czarne kółko · g4 – Czarne kółko · b3 – Czarne kółko · e3 – Czarne kółko · g3 – Czarne kółko · b2 – Czarne kółko · f2 – Czarne kółko · g2 – Czarne kółko · b1 – Czarne kółko · c1 – Czarne kółko · d1 – Czarne kółko · e1 – Czarne kółko · f1 – Czarne kółko · g1 – Czarne kółko | h8 – Czarny król · b7 – Czarny pionek · b6 – Czarne kółko · c6 – Czarne kółko · d6 – Czarne kółko · e6 – Czarne kółko · f6 – Czarne kółko · g6 – Czarne kółko · h6 – Biały król · b5 – Czarne kółko · c5 – Czarne kółko · g5 – Czarne kółko · b4 – Czarne kółko · d4 – Czarne kółko · g4 – Czarne kółko · b3 – Czarne kółko · e3 – Czarne kółko · g3 – Czarne kółko · b2 – Czarne kółko · f2 – Czarne kółko · g2 – Czarne kółko · b1 – Czarne kółko · c1 – Czarne kółko · d1 – Czarne kółko · e1 – Czarne kółko · f1 – Czarne kółko · g1 – Czarne kółko | h8 – Czarny król · b7 – Czarny pionek · b6 – Czarne kółko · c6 – Czarne kółko · d6 – Czarne kółko · e6 – Czarne kółko · f6 – Czarne kółko · g6 – Czarne kółko · h6 – Biały król · b5 – Czarne kółko · c5 – Czarne kółko · g5 – Czarne kółko · b4 – Czarne kółko · d4 – Czarne kółko · g4 – Czarne kółko · b3 – Czarne kółko · e3 – Czarne kółko · g3 – Czarne kółko · b2 – Czarne kółko · f2 – Czarne kółko · g2 – Czarne kółko · b1 – Czarne kółko · c1 – Czarne kółko · d1 – Czarne kółko · e1 – Czarne kółko · f1 – Czarne kółko · g1 – Czarne kółko | 3 |
| 2 | h8 – Czarny król · b7 – Czarny pionek · b6 – Czarne kółko · c6 – Czarne kółko · d6 – Czarne kółko · e6 – Czarne kółko · f6 – Czarne kółko · g6 – Czarne kółko · h6 – Biały król · b5 – Czarne kółko · c5 – Czarne kółko · g5 – Czarne kółko · b4 – Czarne kółko · d4 – Czarne kółko · g4 – Czarne kółko · b3 – Czarne kółko · e3 – Czarne kółko · g3 – Czarne kółko · b2 – Czarne kółko · f2 – Czarne kółko · g2 – Czarne kółko · b1 – Czarne kółko · c1 – Czarne kółko · d1 – Czarne kółko · e1 – Czarne kółko · f1 – Czarne kółko · g1 – Czarne kółko | h8 – Czarny król · b7 – Czarny pionek · b6 – Czarne kółko · c6 – Czarne kółko · d6 – Czarne kółko · e6 – Czarne kółko · f6 – Czarne kółko · g6 – Czarne kółko · h6 – Biały król · b5 – Czarne kółko · c5 – Czarne kółko · g5 – Czarne kółko · b4 – Czarne kółko · d4 – Czarne kółko · g4 – Czarne kółko · b3 – Czarne kółko · e3 – Czarne kółko · g3 – Czarne kółko · b2 – Czarne kółko · f2 – Czarne kółko · g2 – Czarne kółko · b1 – Czarne kółko · c1 – Czarne kółko · d1 – Czarne kółko · e1 – Czarne kółko · f1 – Czarne kółko · g1 – Czarne kółko | h8 – Czarny król · b7 – Czarny pionek · b6 – Czarne kółko · c6 – Czarne kółko · d6 – Czarne kółko · e6 – Czarne kółko · f6 – Czarne kółko · g6 – Czarne kółko · h6 – Biały król · b5 – Czarne kółko · c5 – Czarne kółko · g5 – Czarne kółko · b4 – Czarne kółko · d4 – Czarne kółko · g4 – Czarne kółko · b3 – Czarne kółko · e3 – Czarne kółko · g3 – Czarne kółko · b2 – Czarne kółko · f2 – Czarne kółko · g2 – Czarne kółko · b1 – Czarne kółko · c1 – Czarne kółko · d1 – Czarne kółko · e1 – Czarne kółko · f1 – Czarne kółko · g1 – Czarne kółko | h8 – Czarny król · b7 – Czarny pionek · b6 – Czarne kółko · c6 – Czarne kółko · d6 – Czarne kółko · e6 – Czarne kółko · f6 – Czarne kółko · g6 – Czarne kółko · h6 – Biały król · b5 – Czarne kółko · c5 – Czarne kółko · g5 – Czarne kółko · b4 – Czarne kółko · d4 – Czarne kółko · g4 – Czarne kółko · b3 – Czarne kółko · e3 – Czarne kółko · g3 – Czarne kółko · b2 – Czarne kółko · f2 – Czarne kółko · g2 – Czarne kółko · b1 – Czarne kółko · c1 – Czarne kółko · d1 – Czarne kółko · e1 – Czarne kółko · f1 – Czarne kółko · g1 – Czarne kółko | h8 – Czarny król · b7 – Czarny pionek · b6 – Czarne kółko · c6 – Czarne kółko · d6 – Czarne kółko · e6 – Czarne kółko · f6 – Czarne kółko · g6 – Czarne kółko · h6 – Biały król · b5 – Czarne kółko · c5 – Czarne kółko · g5 – Czarne kółko · b4 – Czarne kółko · d4 – Czarne kółko · g4 – Czarne kółko · b3 – Czarne kółko · e3 – Czarne kółko · g3 – Czarne kółko · b2 – Czarne kółko · f2 – Czarne kółko · g2 – Czarne kółko · b1 – Czarne kółko · c1 – Czarne kółko · d1 – Czarne kółko · e1 – Czarne kółko · f1 – Czarne kółko · g1 – Czarne kółko | h8 – Czarny król · b7 – Czarny pionek · b6 – Czarne kółko · c6 – Czarne kółko · d6 – Czarne kółko · e6 – Czarne kółko · f6 – Czarne kółko · g6 – Czarne kółko · h6 – Biały król · b5 – Czarne kółko · c5 – Czarne kółko · g5 – Czarne kółko · b4 – Czarne kółko · d4 – Czarne kółko · g4 – Czarne kółko · b3 – Czarne kółko · e3 – Czarne kółko · g3 – Czarne kółko · b2 – Czarne kółko · f2 – Czarne kółko · g2 – Czarne kółko · b1 – Czarne kółko · c1 – Czarne kółko · d1 – Czarne kółko · e1 – Czarne kółko · f1 – Czarne kółko · g1 – Czarne kółko | h8 – Czarny król · b7 – Czarny pionek · b6 – Czarne kółko · c6 – Czarne kółko · d6 – Czarne kółko · e6 – Czarne kółko · f6 – Czarne kółko · g6 – Czarne kółko · h6 – Biały król · b5 – Czarne kółko · c5 – Czarne kółko · g5 – Czarne kółko · b4 – Czarne kółko · d4 – Czarne kółko · g4 – Czarne kółko · b3 – Czarne kółko · e3 – Czarne kółko · g3 – Czarne kółko · b2 – Czarne kółko · f2 – Czarne kółko · g2 – Czarne kółko · b1 – Czarne kółko · c1 – Czarne kółko · d1 – Czarne kółko · e1 – Czarne kółko · f1 – Czarne kółko · g1 – Czarne kółko | h8 – Czarny król · b7 – Czarny pionek · b6 – Czarne kółko · c6 – Czarne kółko · d6 – Czarne kółko · e6 – Czarne kółko · f6 – Czarne kółko · g6 – Czarne kółko · h6 – Biały król · b5 – Czarne kółko · c5 – Czarne kółko · g5 – Czarne kółko · b4 – Czarne kółko · d4 – Czarne kółko · g4 – Czarne kółko · b3 – Czarne kółko · e3 – Czarne kółko · g3 – Czarne kółko · b2 – Czarne kółko · f2 – Czarne kółko · g2 – Czarne kółko · b1 – Czarne kółko · c1 – Czarne kółko · d1 – Czarne kółko · e1 – Czarne kółko · f1 – Czarne kółko · g1 – Czarne kółko | 2 |
| 1 | h8 – Czarny król · b7 – Czarny pionek · b6 – Czarne kółko · c6 – Czarne kółko · d6 – Czarne kółko · e6 – Czarne kółko · f6 – Czarne kółko · g6 – Czarne kółko · h6 – Biały król · b5 – Czarne kółko · c5 – Czarne kółko · g5 – Czarne kółko · b4 – Czarne kółko · d4 – Czarne kółko · g4 – Czarne kółko · b3 – Czarne kółko · e3 – Czarne kółko · g3 – Czarne kółko · b2 – Czarne kółko · f2 – Czarne kółko · g2 – Czarne kółko · b1 – Czarne kółko · c1 – Czarne kółko · d1 – Czarne kółko · e1 – Czarne kółko · f1 – Czarne kółko · g1 – Czarne kółko | h8 – Czarny król · b7 – Czarny pionek · b6 – Czarne kółko · c6 – Czarne kółko · d6 – Czarne kółko · e6 – Czarne kółko · f6 – Czarne kółko · g6 – Czarne kółko · h6 – Biały król · b5 – Czarne kółko · c5 – Czarne kółko · g5 – Czarne kółko · b4 – Czarne kółko · d4 – Czarne kółko · g4 – Czarne kółko · b3 – Czarne kółko · e3 – Czarne kółko · g3 – Czarne kółko · b2 – Czarne kółko · f2 – Czarne kółko · g2 – Czarne kółko · b1 – Czarne kółko · c1 – Czarne kółko · d1 – Czarne kółko · e1 – Czarne kółko · f1 – Czarne kółko · g1 – Czarne kółko | h8 – Czarny król · b7 – Czarny pionek · b6 – Czarne kółko · c6 – Czarne kółko · d6 – Czarne kółko · e6 – Czarne kółko · f6 – Czarne kółko · g6 – Czarne kółko · h6 – Biały król · b5 – Czarne kółko · c5 – Czarne kółko · g5 – Czarne kółko · b4 – Czarne kółko · d4 – Czarne kółko · g4 – Czarne kółko · b3 – Czarne kółko · e3 – Czarne kółko · g3 – Czarne kółko · b2 – Czarne kółko · f2 – Czarne kółko · g2 – Czarne kółko · b1 – Czarne kółko · c1 – Czarne kółko · d1 – Czarne kółko · e1 – Czarne kółko · f1 – Czarne kółko · g1 – Czarne kółko | h8 – Czarny król · b7 – Czarny pionek · b6 – Czarne kółko · c6 – Czarne kółko · d6 – Czarne kółko · e6 – Czarne kółko · f6 – Czarne kółko · g6 – Czarne kółko · h6 – Biały król · b5 – Czarne kółko · c5 – Czarne kółko · g5 – Czarne kółko · b4 – Czarne kółko · d4 – Czarne kółko · g4 – Czarne kółko · b3 – Czarne kółko · e3 – Czarne kółko · g3 – Czarne kółko · b2 – Czarne kółko · f2 – Czarne kółko · g2 – Czarne kółko · b1 – Czarne kółko · c1 – Czarne kółko · d1 – Czarne kółko · e1 – Czarne kółko · f1 – Czarne kółko · g1 – Czarne kółko | h8 – Czarny król · b7 – Czarny pionek · b6 – Czarne kółko · c6 – Czarne kółko · d6 – Czarne kółko · e6 – Czarne kółko · f6 – Czarne kółko · g6 – Czarne kółko · h6 – Biały król · b5 – Czarne kółko · c5 – Czarne kółko · g5 – Czarne kółko · b4 – Czarne kółko · d4 – Czarne kółko · g4 – Czarne kółko · b3 – Czarne kółko · e3 – Czarne kółko · g3 – Czarne kółko · b2 – Czarne kółko · f2 – Czarne kółko · g2 – Czarne kółko · b1 – Czarne kółko · c1 – Czarne kółko · d1 – Czarne kółko · e1 – Czarne kółko · f1 – Czarne kółko · g1 – Czarne kółko | h8 – Czarny król · b7 – Czarny pionek · b6 – Czarne kółko · c6 – Czarne kółko · d6 – Czarne kółko · e6 – Czarne kółko · f6 – Czarne kółko · g6 – Czarne kółko · h6 – Biały król · b5 – Czarne kółko · c5 – Czarne kółko · g5 – Czarne kółko · b4 – Czarne kółko · d4 – Czarne kółko · g4 – Czarne kółko · b3 – Czarne kółko · e3 – Czarne kółko · g3 – Czarne kółko · b2 – Czarne kółko · f2 – Czarne kółko · g2 – Czarne kółko · b1 – Czarne kółko · c1 – Czarne kółko · d1 – Czarne kółko · e1 – Czarne kółko · f1 – Czarne kółko · g1 – Czarne kółko | h8 – Czarny król · b7 – Czarny pionek · b6 – Czarne kółko · c6 – Czarne kółko · d6 – Czarne kółko · e6 – Czarne kółko · f6 – Czarne kółko · g6 – Czarne kółko · h6 – Biały król · b5 – Czarne kółko · c5 – Czarne kółko · g5 – Czarne kółko · b4 – Czarne kółko · d4 – Czarne kółko · g4 – Czarne kółko · b3 – Czarne kółko · e3 – Czarne kółko · g3 – Czarne kółko · b2 – Czarne kółko · f2 – Czarne kółko · g2 – Czarne kółko · b1 – Czarne kółko · c1 – Czarne kółko · d1 – Czarne kółko · e1 – Czarne kółko · f1 – Czarne kółko · g1 – Czarne kółko | h8 – Czarny król · b7 – Czarny pionek · b6 – Czarne kółko · c6 – Czarne kółko · d6 – Czarne kółko · e6 – Czarne kółko · f6 – Czarne kółko · g6 – Czarne kółko · h6 – Biały król · b5 – Czarne kółko · c5 – Czarne kółko · g5 – Czarne kółko · b4 – Czarne kółko · d4 – Czarne kółko · g4 – Czarne kółko · b3 – Czarne kółko · e3 – Czarne kółko · g3 – Czarne kółko · b2 – Czarne kółko · f2 – Czarne kółko · g2 – Czarne kółko · b1 – Czarne kółko · c1 – Czarne kółko · d1 – Czarne kółko · e1 – Czarne kółko · f1 – Czarne kółko · g1 – Czarne kółko | 1 |
|   | a | b | c | d | e | f | g | h |   |

Popatrzmy teraz na diagram 2. Pionek czarnych znajduje się na pozycji wyjściowej, dlatego teraz przekątna liczymy od pola b6 (w klasycznych szachach pionek, gdy jest w pozycji wyjściowej może przesunąć się o dwa pola do przodu). Jeżeli czarne zaczynają, to wygrywają ...b5!!, a jeżeli białe zaczynają, to jest remis Kg5!! lub Kg6!!.
|   | a                                                                           | b                                                                           | c                                                                           | d                                                                           | e                                                                           | f                                                                           | g                                                                           | h                                                                           |   |
| 8 | h8 – Biały król · a6 – Czarny król · c6 – Biały pionek · h5 – Czarny pionek | h8 – Biały król · a6 – Czarny król · c6 – Biały pionek · h5 – Czarny pionek | h8 – Biały król · a6 – Czarny król · c6 – Biały pionek · h5 – Czarny pionek | h8 – Biały król · a6 – Czarny król · c6 – Biały pionek · h5 – Czarny pionek | h8 – Biały król · a6 – Czarny król · c6 – Biały pionek · h5 – Czarny pionek | h8 – Biały król · a6 – Czarny król · c6 – Biały pionek · h5 – Czarny pionek | h8 – Biały król · a6 – Czarny król · c6 – Biały pionek · h5 – Czarny pionek | h8 – Biały król · a6 – Czarny król · c6 – Biały pionek · h5 – Czarny pionek | 8 |
| 7 | h8 – Biały król · a6 – Czarny król · c6 – Biały pionek · h5 – Czarny pionek | h8 – Biały król · a6 – Czarny król · c6 – Biały pionek · h5 – Czarny pionek | h8 – Biały król · a6 – Czarny król · c6 – Biały pionek · h5 – Czarny pionek | h8 – Biały król · a6 – Czarny król · c6 – Biały pionek · h5 – Czarny pionek | h8 – Biały król · a6 – Czarny król · c6 – Biały pionek · h5 – Czarny pionek | h8 – Biały król · a6 – Czarny król · c6 – Biały pionek · h5 – Czarny pionek | h8 – Biały król · a6 – Czarny król · c6 – Biały pionek · h5 – Czarny pionek | h8 – Biały król · a6 – Czarny król · c6 – Biały pionek · h5 – Czarny pionek | 7 |
| 6 | h8 – Biały król · a6 – Czarny król · c6 – Biały pionek · h5 – Czarny pionek | h8 – Biały król · a6 – Czarny król · c6 – Biały pionek · h5 – Czarny pionek | h8 – Biały król · a6 – Czarny król · c6 – Biały pionek · h5 – Czarny pionek | h8 – Biały król · a6 – Czarny król · c6 – Biały pionek · h5 – Czarny pionek | h8 – Biały król · a6 – Czarny król · c6 – Biały pionek · h5 – Czarny pionek | h8 – Biały król · a6 – Czarny król · c6 – Biały pionek · h5 – Czarny pionek | h8 – Biały król · a6 – Czarny król · c6 – Biały pionek · h5 – Czarny pionek | h8 – Biały król · a6 – Czarny król · c6 – Biały pionek · h5 – Czarny pionek | 6 |
| 5 | h8 – Biały król · a6 – Czarny król · c6 – Biały pionek · h5 – Czarny pionek | h8 – Biały król · a6 – Czarny król · c6 – Biały pionek · h5 – Czarny pionek | h8 – Biały król · a6 – Czarny król · c6 – Biały pionek · h5 – Czarny pionek | h8 – Biały król · a6 – Czarny król · c6 – Biały pionek · h5 – Czarny pionek | h8 – Biały król · a6 – Czarny król · c6 – Biały pionek · h5 – Czarny pionek | h8 – Biały król · a6 – Czarny król · c6 – Biały pionek · h5 – Czarny pionek | h8 – Biały król · a6 – Czarny król · c6 – Biały pionek · h5 – Czarny pionek | h8 – Biały król · a6 – Czarny król · c6 – Biały pionek · h5 – Czarny pionek | 5 |
| 4 | h8 – Biały król · a6 – Czarny król · c6 – Biały pionek · h5 – Czarny pionek | h8 – Biały król · a6 – Czarny król · c6 – Biały pionek · h5 – Czarny pionek | h8 – Biały król · a6 – Czarny król · c6 – Biały pionek · h5 – Czarny pionek | h8 – Biały król · a6 – Czarny król · c6 – Biały pionek · h5 – Czarny pionek | h8 – Biały król · a6 – Czarny król · c6 – Biały pionek · h5 – Czarny pionek | h8 – Biały król · a6 – Czarny król · c6 – Biały pionek · h5 – Czarny pionek | h8 – Biały król · a6 – Czarny król · c6 – Biały pionek · h5 – Czarny pionek | h8 – Biały król · a6 – Czarny król · c6 – Biały pionek · h5 – Czarny pionek | 4 |
| 3 | h8 – Biały król · a6 – Czarny król · c6 – Biały pionek · h5 – Czarny pionek | h8 – Biały król · a6 – Czarny król · c6 – Biały pionek · h5 – Czarny pionek | h8 – Biały król · a6 – Czarny król · c6 – Biały pionek · h5 – Czarny pionek | h8 – Biały król · a6 – Czarny król · c6 – Biały pionek · h5 – Czarny pionek | h8 – Biały król · a6 – Czarny król · c6 – Biały pionek · h5 – Czarny pionek | h8 – Biały król · a6 – Czarny król · c6 – Biały pionek · h5 – Czarny pionek | h8 – Biały król · a6 – Czarny król · c6 – Biały pionek · h5 – Czarny pionek | h8 – Biały król · a6 – Czarny król · c6 – Biały pionek · h5 – Czarny pionek | 3 |
| 2 | h8 – Biały król · a6 – Czarny król · c6 – Biały pionek · h5 – Czarny pionek | h8 – Biały król · a6 – Czarny król · c6 – Biały pionek · h5 – Czarny pionek | h8 – Biały król · a6 – Czarny król · c6 – Biały pionek · h5 – Czarny pionek | h8 – Biały król · a6 – Czarny król · c6 – Biały pionek · h5 – Czarny pionek | h8 – Biały król · a6 – Czarny król · c6 – Biały pionek · h5 – Czarny pionek | h8 – Biały król · a6 – Czarny król · c6 – Biały pionek · h5 – Czarny pionek | h8 – Biały król · a6 – Czarny król · c6 – Biały pionek · h5 – Czarny pionek | h8 – Biały król · a6 – Czarny król · c6 – Biały pionek · h5 – Czarny pionek | 2 |
| 1 | h8 – Biały król · a6 – Czarny król · c6 – Biały pionek · h5 – Czarny pionek | h8 – Biały król · a6 – Czarny król · c6 – Biały pionek · h5 – Czarny pionek | h8 – Biały król · a6 – Czarny król · c6 – Biały pionek · h5 – Czarny pionek | h8 – Biały król · a6 – Czarny król · c6 – Biały pionek · h5 – Czarny pionek | h8 – Biały król · a6 – Czarny król · c6 – Biały pionek · h5 – Czarny pionek | h8 – Biały król · a6 – Czarny król · c6 – Biały pionek · h5 – Czarny pionek | h8 – Biały król · a6 – Czarny król · c6 – Biały pionek · h5 – Czarny pionek | h8 – Biały król · a6 – Czarny król · c6 – Biały pionek · h5 – Czarny pionek | 1 |
|   | a                                                                           | b                                                                           | c                                                                           | d                                                                           | e                                                                           | f                                                                           | g                                                                           | h                                                                           |   |

## Kompozycja szachowai praktyka
Diagram 3 - Białe zaczynają. Remis mogą uzyskać wykorzystując podwójną groźbę awansu pionka na hetmana lub dostanie się do kwadratu czarnego pionka.
1. Kg7 h4
2. Kf6 h3 (lub 2...Kb6 3. Ke5 Kc6 4. Kf4, dostając się do kwadratu = )
3. Ke7! Kb6
4. Kd7

Remis.

|   | a                                                                           | b                                                                           | c                                                                           | d                                                                           | e                                                                           | f                                                                           | g                                                                           | h                                                                           |   |
| 8 | a8 – Biały król · a6 – Czarny pionek · b5 – Czarny król · f4 – Biały pionek | a8 – Biały król · a6 – Czarny pionek · b5 – Czarny król · f4 – Biały pionek | a8 – Biały król · a6 – Czarny pionek · b5 – Czarny król · f4 – Biały pionek | a8 – Biały król · a6 – Czarny pionek · b5 – Czarny król · f4 – Biały pionek | a8 – Biały król · a6 – Czarny pionek · b5 – Czarny król · f4 – Biały pionek | a8 – Biały król · a6 – Czarny pionek · b5 – Czarny król · f4 – Biały pionek | a8 – Biały król · a6 – Czarny pionek · b5 – Czarny król · f4 – Biały pionek | a8 – Biały król · a6 – Czarny pionek · b5 – Czarny król · f4 – Biały pionek | 8 |
| 7 | a8 – Biały król · a6 – Czarny pionek · b5 – Czarny król · f4 – Biały pionek | a8 – Biały król · a6 – Czarny pionek · b5 – Czarny król · f4 – Biały pionek | a8 – Biały król · a6 – Czarny pionek · b5 – Czarny król · f4 – Biały pionek | a8 – Biały król · a6 – Czarny pionek · b5 – Czarny król · f4 – Biały pionek | a8 – Biały król · a6 – Czarny pionek · b5 – Czarny król · f4 – Biały pionek | a8 – Biały król · a6 – Czarny pionek · b5 – Czarny król · f4 – Biały pionek | a8 – Biały król · a6 – Czarny pionek · b5 – Czarny król · f4 – Biały pionek | a8 – Biały król · a6 – Czarny pionek · b5 – Czarny król · f4 – Biały pionek | 7 |
| 6 | a8 – Biały król · a6 – Czarny pionek · b5 – Czarny król · f4 – Biały pionek | a8 – Biały król · a6 – Czarny pionek · b5 – Czarny król · f4 – Biały pionek | a8 – Biały król · a6 – Czarny pionek · b5 – Czarny król · f4 – Biały pionek | a8 – Biały król · a6 – Czarny pionek · b5 – Czarny król · f4 – Biały pionek | a8 – Biały król · a6 – Czarny pionek · b5 – Czarny król · f4 – Biały pionek | a8 – Biały król · a6 – Czarny pionek · b5 – Czarny król · f4 – Biały pionek | a8 – Biały król · a6 – Czarny pionek · b5 – Czarny król · f4 – Biały pionek | a8 – Biały król · a6 – Czarny pionek · b5 – Czarny król · f4 – Biały pionek | 6 |
| 5 | a8 – Biały król · a6 – Czarny pionek · b5 – Czarny król · f4 – Biały pionek | a8 – Biały król · a6 – Czarny pionek · b5 – Czarny król · f4 – Biały pionek | a8 – Biały król · a6 – Czarny pionek · b5 – Czarny król · f4 – Biały pionek | a8 – Biały król · a6 – Czarny pionek · b5 – Czarny król · f4 – Biały pionek | a8 – Biały król · a6 – Czarny pionek · b5 – Czarny król · f4 – Biały pionek | a8 – Biały król · a6 – Czarny pionek · b5 – Czarny król · f4 – Biały pionek | a8 – Biały król · a6 – Czarny pionek · b5 – Czarny król · f4 – Biały pionek | a8 – Biały król · a6 – Czarny pionek · b5 – Czarny król · f4 – Biały pionek | 5 |
| 4 | a8 – Biały król · a6 – Czarny pionek · b5 – Czarny król · f4 – Biały pionek | a8 – Biały król · a6 – Czarny pionek · b5 – Czarny król · f4 – Biały pionek | a8 – Biały król · a6 – Czarny pionek · b5 – Czarny król · f4 – Biały pionek | a8 – Biały król · a6 – Czarny pionek · b5 – Czarny król · f4 – Biały pionek | a8 – Biały król · a6 – Czarny pionek · b5 – Czarny król · f4 – Biały pionek | a8 – Biały król · a6 – Czarny pionek · b5 – Czarny król · f4 – Biały pionek | a8 – Biały król · a6 – Czarny pionek · b5 – Czarny król · f4 – Biały pionek | a8 – Biały król · a6 – Czarny pionek · b5 – Czarny król · f4 – Biały pionek | 4 |
| 3 | a8 – Biały król · a6 – Czarny pionek · b5 – Czarny król · f4 – Biały pionek | a8 – Biały król · a6 – Czarny pionek · b5 – Czarny król · f4 – Biały pionek | a8 – Biały król · a6 – Czarny pionek · b5 – Czarny król · f4 – Biały pionek | a8 – Biały król · a6 – Czarny pionek · b5 – Czarny król · f4 – Biały pionek | a8 – Biały król · a6 – Czarny pionek · b5 – Czarny król · f4 – Biały pionek | a8 – Biały król · a6 – Czarny pionek · b5 – Czarny król · f4 – Biały pionek | a8 – Biały król · a6 – Czarny pionek · b5 – Czarny król · f4 – Biały pionek | a8 – Biały król · a6 – Czarny pionek · b5 – Czarny król · f4 – Biały pionek | 3 |
| 2 | a8 – Biały król · a6 – Czarny pionek · b5 – Czarny król · f4 – Biały pionek | a8 – Biały król · a6 – Czarny pionek · b5 – Czarny król · f4 – Biały pionek | a8 – Biały król · a6 – Czarny pionek · b5 – Czarny król · f4 – Biały pionek | a8 – Biały król · a6 – Czarny pionek · b5 – Czarny król · f4 – Biały pionek | a8 – Biały król · a6 – Czarny pionek · b5 – Czarny król · f4 – Biały pionek | a8 – Biały król · a6 – Czarny pionek · b5 – Czarny król · f4 – Biały pionek | a8 – Biały król · a6 – Czarny pionek · b5 – Czarny król · f4 – Biały pionek | a8 – Biały król · a6 – Czarny pionek · b5 – Czarny król · f4 – Biały pionek | 2 |
| 1 | a8 – Biały król · a6 – Czarny pionek · b5 – Czarny król · f4 – Biały pionek | a8 – Biały król · a6 – Czarny pionek · b5 – Czarny król · f4 – Biały pionek | a8 – Biały król · a6 – Czarny pionek · b5 – Czarny król · f4 – Biały pionek | a8 – Biały król · a6 – Czarny pionek · b5 – Czarny król · f4 – Biały pionek | a8 – Biały król · a6 – Czarny pionek · b5 – Czarny król · f4 – Biały pionek | a8 – Biały król · a6 – Czarny pionek · b5 – Czarny król · f4 – Biały pionek | a8 – Biały król · a6 – Czarny pionek · b5 – Czarny król · f4 – Biały pionek | a8 – Biały król · a6 – Czarny pionek · b5 – Czarny król · f4 – Biały pionek | 1 |
|   | a                                                                           | b                                                                           | c                                                                           | d                                                                           | e                                                                           | f                                                                           | g                                                                           | h                                                                           |   |

Diagram 4 - Posunięcie białych - remis.
1. Kb7 a5
2. Kc7 Kc5 (2...a4 3. f5)
3. Kd7 Kd5
4. Ke7 Ke4 (wydaje się, że czarne wygrywają, lecz...)
5. Ke6! Kf4
6. Kd5

Król znalazł się w kwadracie. Remis.

|   | a | b | c | d | e | f | g | h |   |
| 8 | g7 – Biały król · a5 – Czarny pionek · b5 – Czarny pionek · c5 – Czarny pionek · f5 – Czarny król · b3 – Biały pionek · b2 – Biały pionek · h2 – Biały pionek | g7 – Biały król · a5 – Czarny pionek · b5 – Czarny pionek · c5 – Czarny pionek · f5 – Czarny król · b3 – Biały pionek · b2 – Biały pionek · h2 – Biały pionek | g7 – Biały król · a5 – Czarny pionek · b5 – Czarny pionek · c5 – Czarny pionek · f5 – Czarny król · b3 – Biały pionek · b2 – Biały pionek · h2 – Biały pionek | g7 – Biały król · a5 – Czarny pionek · b5 – Czarny pionek · c5 – Czarny pionek · f5 – Czarny król · b3 – Biały pionek · b2 – Biały pionek · h2 – Biały pionek | g7 – Biały król · a5 – Czarny pionek · b5 – Czarny pionek · c5 – Czarny pionek · f5 – Czarny król · b3 – Biały pionek · b2 – Biały pionek · h2 – Biały pionek | g7 – Biały król · a5 – Czarny pionek · b5 – Czarny pionek · c5 – Czarny pionek · f5 – Czarny król · b3 – Biały pionek · b2 – Biały pionek · h2 – Biały pionek | g7 – Biały król · a5 – Czarny pionek · b5 – Czarny pionek · c5 – Czarny pionek · f5 – Czarny król · b3 – Biały pionek · b2 – Biały pionek · h2 – Biały pionek | g7 – Biały król · a5 – Czarny pionek · b5 – Czarny pionek · c5 – Czarny pionek · f5 – Czarny król · b3 – Biały pionek · b2 – Biały pionek · h2 – Biały pionek | 8 |
| 7 | g7 – Biały król · a5 – Czarny pionek · b5 – Czarny pionek · c5 – Czarny pionek · f5 – Czarny król · b3 – Biały pionek · b2 – Biały pionek · h2 – Biały pionek | g7 – Biały król · a5 – Czarny pionek · b5 – Czarny pionek · c5 – Czarny pionek · f5 – Czarny król · b3 – Biały pionek · b2 – Biały pionek · h2 – Biały pionek | g7 – Biały król · a5 – Czarny pionek · b5 – Czarny pionek · c5 – Czarny pionek · f5 – Czarny król · b3 – Biały pionek · b2 – Biały pionek · h2 – Biały pionek | g7 – Biały król · a5 – Czarny pionek · b5 – Czarny pionek · c5 – Czarny pionek · f5 – Czarny król · b3 – Biały pionek · b2 – Biały pionek · h2 – Biały pionek | g7 – Biały król · a5 – Czarny pionek · b5 – Czarny pionek · c5 – Czarny pionek · f5 – Czarny król · b3 – Biały pionek · b2 – Biały pionek · h2 – Biały pionek | g7 – Biały król · a5 – Czarny pionek · b5 – Czarny pionek · c5 – Czarny pionek · f5 – Czarny król · b3 – Biały pionek · b2 – Biały pionek · h2 – Biały pionek | g7 – Biały król · a5 – Czarny pionek · b5 – Czarny pionek · c5 – Czarny pionek · f5 – Czarny król · b3 – Biały pionek · b2 – Biały pionek · h2 – Biały pionek | g7 – Biały król · a5 – Czarny pionek · b5 – Czarny pionek · c5 – Czarny pionek · f5 – Czarny król · b3 – Biały pionek · b2 – Biały pionek · h2 – Biały pionek | 7 |
| 6 | g7 – Biały król · a5 – Czarny pionek · b5 – Czarny pionek · c5 – Czarny pionek · f5 – Czarny król · b3 – Biały pionek · b2 – Biały pionek · h2 – Biały pionek | g7 – Biały król · a5 – Czarny pionek · b5 – Czarny pionek · c5 – Czarny pionek · f5 – Czarny król · b3 – Biały pionek · b2 – Biały pionek · h2 – Biały pionek | g7 – Biały król · a5 – Czarny pionek · b5 – Czarny pionek · c5 – Czarny pionek · f5 – Czarny król · b3 – Biały pionek · b2 – Biały pionek · h2 – Biały pionek | g7 – Biały król · a5 – Czarny pionek · b5 – Czarny pionek · c5 – Czarny pionek · f5 – Czarny król · b3 – Biały pionek · b2 – Biały pionek · h2 – Biały pionek | g7 – Biały król · a5 – Czarny pionek · b5 – Czarny pionek · c5 – Czarny pionek · f5 – Czarny król · b3 – Biały pionek · b2 – Biały pionek · h2 – Biały pionek | g7 – Biały król · a5 – Czarny pionek · b5 – Czarny pionek · c5 – Czarny pionek · f5 – Czarny król · b3 – Biały pionek · b2 – Biały pionek · h2 – Biały pionek | g7 – Biały król · a5 – Czarny pionek · b5 – Czarny pionek · c5 – Czarny pionek · f5 – Czarny król · b3 – Biały pionek · b2 – Biały pionek · h2 – Biały pionek | g7 – Biały król · a5 – Czarny pionek · b5 – Czarny pionek · c5 – Czarny pionek · f5 – Czarny król · b3 – Biały pionek · b2 – Biały pionek · h2 – Biały pionek | 6 |
| 5 | g7 – Biały król · a5 – Czarny pionek · b5 – Czarny pionek · c5 – Czarny pionek · f5 – Czarny król · b3 – Biały pionek · b2 – Biały pionek · h2 – Biały pionek | g7 – Biały król · a5 – Czarny pionek · b5 – Czarny pionek · c5 – Czarny pionek · f5 – Czarny król · b3 – Biały pionek · b2 – Biały pionek · h2 – Biały pionek | g7 – Biały król · a5 – Czarny pionek · b5 – Czarny pionek · c5 – Czarny pionek · f5 – Czarny król · b3 – Biały pionek · b2 – Biały pionek · h2 – Biały pionek | g7 – Biały król · a5 – Czarny pionek · b5 – Czarny pionek · c5 – Czarny pionek · f5 – Czarny król · b3 – Biały pionek · b2 – Biały pionek · h2 – Biały pionek | g7 – Biały król · a5 – Czarny pionek · b5 – Czarny pionek · c5 – Czarny pionek · f5 – Czarny król · b3 – Biały pionek · b2 – Biały pionek · h2 – Biały pionek | g7 – Biały król · a5 – Czarny pionek · b5 – Czarny pionek · c5 – Czarny pionek · f5 – Czarny król · b3 – Biały pionek · b2 – Biały pionek · h2 – Biały pionek | g7 – Biały król · a5 – Czarny pionek · b5 – Czarny pionek · c5 – Czarny pionek · f5 – Czarny król · b3 – Biały pionek · b2 – Biały pionek · h2 – Biały pionek | g7 – Biały król · a5 – Czarny pionek · b5 – Czarny pionek · c5 – Czarny pionek · f5 – Czarny król · b3 – Biały pionek · b2 – Biały pionek · h2 – Biały pionek | 5 |
| 4 | g7 – Biały król · a5 – Czarny pionek · b5 – Czarny pionek · c5 – Czarny pionek · f5 – Czarny król · b3 – Biały pionek · b2 – Biały pionek · h2 – Biały pionek | g7 – Biały król · a5 – Czarny pionek · b5 – Czarny pionek · c5 – Czarny pionek · f5 – Czarny król · b3 – Biały pionek · b2 – Biały pionek · h2 – Biały pionek | g7 – Biały król · a5 – Czarny pionek · b5 – Czarny pionek · c5 – Czarny pionek · f5 – Czarny król · b3 – Biały pionek · b2 – Biały pionek · h2 – Biały pionek | g7 – Biały król · a5 – Czarny pionek · b5 – Czarny pionek · c5 – Czarny pionek · f5 – Czarny król · b3 – Biały pionek · b2 – Biały pionek · h2 – Biały pionek | g7 – Biały król · a5 – Czarny pionek · b5 – Czarny pionek · c5 – Czarny pionek · f5 – Czarny król · b3 – Biały pionek · b2 – Biały pionek · h2 – Biały pionek | g7 – Biały król · a5 – Czarny pionek · b5 – Czarny pionek · c5 – Czarny pionek · f5 – Czarny król · b3 – Biały pionek · b2 – Biały pionek · h2 – Biały pionek | g7 – Biały król · a5 – Czarny pionek · b5 – Czarny pionek · c5 – Czarny pionek · f5 – Czarny król · b3 – Biały pionek · b2 – Biały pionek · h2 – Biały pionek | g7 – Biały król · a5 – Czarny pionek · b5 – Czarny pionek · c5 – Czarny pionek · f5 – Czarny król · b3 – Biały pionek · b2 – Biały pionek · h2 – Biały pionek | 4 |
| 3 | g7 – Biały król · a5 – Czarny pionek · b5 – Czarny pionek · c5 – Czarny pionek · f5 – Czarny król · b3 – Biały pionek · b2 – Biały pionek · h2 – Biały pionek | g7 – Biały król · a5 – Czarny pionek · b5 – Czarny pionek · c5 – Czarny pionek · f5 – Czarny król · b3 – Biały pionek · b2 – Biały pionek · h2 – Biały pionek | g7 – Biały król · a5 – Czarny pionek · b5 – Czarny pionek · c5 – Czarny pionek · f5 – Czarny król · b3 – Biały pionek · b2 – Biały pionek · h2 – Biały pionek | g7 – Biały król · a5 – Czarny pionek · b5 – Czarny pionek · c5 – Czarny pionek · f5 – Czarny król · b3 – Biały pionek · b2 – Biały pionek · h2 – Biały pionek | g7 – Biały król · a5 – Czarny pionek · b5 – Czarny pionek · c5 – Czarny pionek · f5 – Czarny król · b3 – Biały pionek · b2 – Biały pionek · h2 – Biały pionek | g7 – Biały król · a5 – Czarny pionek · b5 – Czarny pionek · c5 – Czarny pionek · f5 – Czarny król · b3 – Biały pionek · b2 – Biały pionek · h2 – Biały pionek | g7 – Biały król · a5 – Czarny pionek · b5 – Czarny pionek · c5 – Czarny pionek · f5 – Czarny król · b3 – Biały pionek · b2 – Biały pionek · h2 – Biały pionek | g7 – Biały król · a5 – Czarny pionek · b5 – Czarny pionek · c5 – Czarny pionek · f5 – Czarny król · b3 – Biały pionek · b2 – Biały pionek · h2 – Biały pionek | 3 |
| 2 | g7 – Biały król · a5 – Czarny pionek · b5 – Czarny pionek · c5 – Czarny pionek · f5 – Czarny król · b3 – Biały pionek · b2 – Biały pionek · h2 – Biały pionek | g7 – Biały król · a5 – Czarny pionek · b5 – Czarny pionek · c5 – Czarny pionek · f5 – Czarny król · b3 – Biały pionek · b2 – Biały pionek · h2 – Biały pionek | g7 – Biały król · a5 – Czarny pionek · b5 – Czarny pionek · c5 – Czarny pionek · f5 – Czarny król · b3 – Biały pionek · b2 – Biały pionek · h2 – Biały pionek | g7 – Biały król · a5 – Czarny pionek · b5 – Czarny pionek · c5 – Czarny pionek · f5 – Czarny król · b3 – Biały pionek · b2 – Biały pionek · h2 – Biały pionek | g7 – Biały król · a5 – Czarny pionek · b5 – Czarny pionek · c5 – Czarny pionek · f5 – Czarny król · b3 – Biały pionek · b2 – Biały pionek · h2 – Biały pionek | g7 – Biały król · a5 – Czarny pionek · b5 – Czarny pionek · c5 – Czarny pionek · f5 – Czarny król · b3 – Biały pionek · b2 – Biały pionek · h2 – Biały pionek | g7 – Biały król · a5 – Czarny pionek · b5 – Czarny pionek · c5 – Czarny pionek · f5 – Czarny król · b3 – Biały pionek · b2 – Biały pionek · h2 – Biały pionek | g7 – Biały król · a5 – Czarny pionek · b5 – Czarny pionek · c5 – Czarny pionek · f5 – Czarny król · b3 – Biały pionek · b2 – Biały pionek · h2 – Biały pionek | 2 |
| 1 | g7 – Biały król · a5 – Czarny pionek · b5 – Czarny pionek · c5 – Czarny pionek · f5 – Czarny król · b3 – Biały pionek · b2 – Biały pionek · h2 – Biały pionek | g7 – Biały król · a5 – Czarny pionek · b5 – Czarny pionek · c5 – Czarny pionek · f5 – Czarny król · b3 – Biały pionek · b2 – Biały pionek · h2 – Biały pionek | g7 – Biały król · a5 – Czarny pionek · b5 – Czarny pionek · c5 – Czarny pionek · f5 – Czarny król · b3 – Biały pionek · b2 – Biały pionek · h2 – Biały pionek | g7 – Biały król · a5 – Czarny pionek · b5 – Czarny pionek · c5 – Czarny pionek · f5 – Czarny król · b3 – Biały pionek · b2 – Biały pionek · h2 – Biały pionek | g7 – Biały król · a5 – Czarny pionek · b5 – Czarny pionek · c5 – Czarny pionek · f5 – Czarny król · b3 – Biały pionek · b2 – Biały pionek · h2 – Biały pionek | g7 – Biały król · a5 – Czarny pionek · b5 – Czarny pionek · c5 – Czarny pionek · f5 – Czarny król · b3 – Biały pionek · b2 – Biały pionek · h2 – Biały pionek | g7 – Biały król · a5 – Czarny pionek · b5 – Czarny pionek · c5 – Czarny pionek · f5 – Czarny król · b3 – Biały pionek · b2 – Biały pionek · h2 – Biały pionek | g7 – Biały król · a5 – Czarny pionek · b5 – Czarny pionek · c5 – Czarny pionek · f5 – Czarny król · b3 – Biały pionek · b2 – Biały pionek · h2 – Biały pionek | 1 |
|   | a | b | c | d | e | f | g | h |   |

Diagram 5 - Dzięki tej idei mistrzowi świata E. Laskerowi udało się uratować pozycję przy następnym spotkaniu.
1. h4 Kg4 (inaczej h5)
2. Kg6 (Przegrywało Kf6? ze względu na 2...c4 3. bc bc 4. Ke5 c3! 5. bc a4 - +) ...Kh4
3. Kf5 Kg3
4. Ke4 Kf2
5. Kd5 Ke3
6. Kc5 Kd3
7. Kb5 Kc2
8. Ka5 Kb3

Remis.